# 마라타 제국
마라타 제국, 또는 마라타 연맹은 인도 아대륙에 존재했던 근세 인도의 제국이다. 페슈와의 영역과 4개의 주요 독립적인 마라타 국가로 구성되었으며, 과거에 대한 명목상의 지도력은 전자가 가졌다.
마라타인들은 현재의 마하라슈트라주 서부 데칸고원에서 발원한 마라티어를 사용하는 농민 집단으로, 17세기에 시바지의 영도 하에 비자푸르 술탄국과 무굴 제국에 반란을 일으키며 '힌다비 스와라지야'(직역: '힌두인의 자치')를 주장하며 세력을 불렸다. 아우랑제브 황제의 종교적인 태도는 비무슬림을 소외시켰으며, 마라타 봉기는 그의 병력과 재정에 큰 손실을 입혔다. 마라타 정부는 또한 다른 마라타인 집단 출신의 전사, 행정관, 기타 귀족들을 포함했다. 마라타 왕국으로 불리는 시바지의 군주국은 18세기 바지라오 1세의 영도 하에 거대한 영역으로 확장되었다. 샤후 1세 시대부터 마라타인들은 무굴 황제를 명목상 종주국으로 인정했다. 이는 다른 동시대 인도 세력들과 유사했으나, 실제로는 1737년에서 1803년 사이에 무굴 정치는 대부분 마라타인들에 의해 통제되었다.
1707년에 무굴 제국의 아우랑제브 황제가 세상을 떠난 이후, 시바지 보살레의 손자인 샤후 보살레 1세가 바하두르 샤 1세의 영도 하에 마라타의 권력을 부활시켰고, 바트 가문에 많은 권한을 부여하여 세습 페슈와(수상)가 될 수 있도록 하였다. 샤후 보살레 1세가 1749년에 사망한 후, 그들은 사실상 통치자가 되었다. 마라타의 주요 가문인 신데, 홀카르, 본살레, 그리고 가에크와드는 인도 북부와 중앙부로 정복을 확장하고 더욱 독립적이 되었다. 마라타인들의 급격한 확장은 1761년 제3차 파니파트 전투에서 두라니 제국에게 대패하며 중단되었다. 어린 페슈와 마다브라오 1세의 죽음은 제국 내 다른 추장들에 대한 페슈와의 실질적인 권한의 종말을 알렸다. 1802년에 홀카르 왕조에게 패배한 후, 페슈와 바지라오 2세는 영국 동인도 회사에 보호를 요청했고, 이 회사의 개입은 제2차 영국-마라타 전쟁과 제3차 영국-마라타 전쟁 이후 1818년까지 연맹을 해체시켰다.
마라타 국가는 서인도의 푸네에 있는 페슈와의 지도 아래 4명의 마하라자로 구성된 연맹체의 형태를 띠었다. 이들은 괄리오르국의 신데 마하라자, 바로드국의 가에크와드 마하라자, 인도르국의 홀카르 마하라자 그리고 나가푸르 왕국의 본살레 마하라자였다. 1737년 보팔 전투 이후 연맹의 안정된 국경은 남쪽의 현대 마하라슈트라주에서 북쪽의 괄리오르, 동쪽의 오디샤주까지 즉 아대륙의 약 3분의 1에 달했다.

## 이름
마라타 제국은 대개 마라타 연맹이라고도 불린다. 저명한 역사학자 바바라 라무삭이 말하기를, '마라타 제국'이라는 이름은 주로 힌두 민족주의자들에 의하여 사용되며, '마라타 연맹'은 주로 영국인 역사학자들에 의하여 사용된다고 한다. 다만 그녀는 두 단어가 모두 부정확하다고 말하는데, "하나는 상당한 정도의 중앙집권화를 의미하고 다른 하나는 중앙 정부와 오랜 정치 행정관들에게 어느 정도 권력 위임을 의미하기 때문"이다.
현재 '마라타'라는 단어는 특히 특정한 전사와 연맹 계급을 뜻하는 데에 사용되지만, 과거에는 모든 마라타인들을 의미하는 단어였다.
역사학자 스튜어트 고든은 "연맹"이라는 용어 사용에 반대한다. 이는 장기적이고 안정적인 권력 공유를 의미하는데, 이는 마라타 국가의 특징이 아니었다는 것이다. 오히려 마라타 지도부 내의 권력 역학은 자주 변했으며, 때로는 10년마다 바뀌기도 했다.
일부 학자들은 "마라타 라지" 또는 "마라타 통치"라는 용어를 선호하는데, 이는 국가의 중앙집권적 권한과 분권적 권한의 독특한 조합을 강조한다. 이러한 구조는 영토 확장과 지역 자율성을 모두 가능하게 했다.

## 역사

### 시바지와 그의 후손들

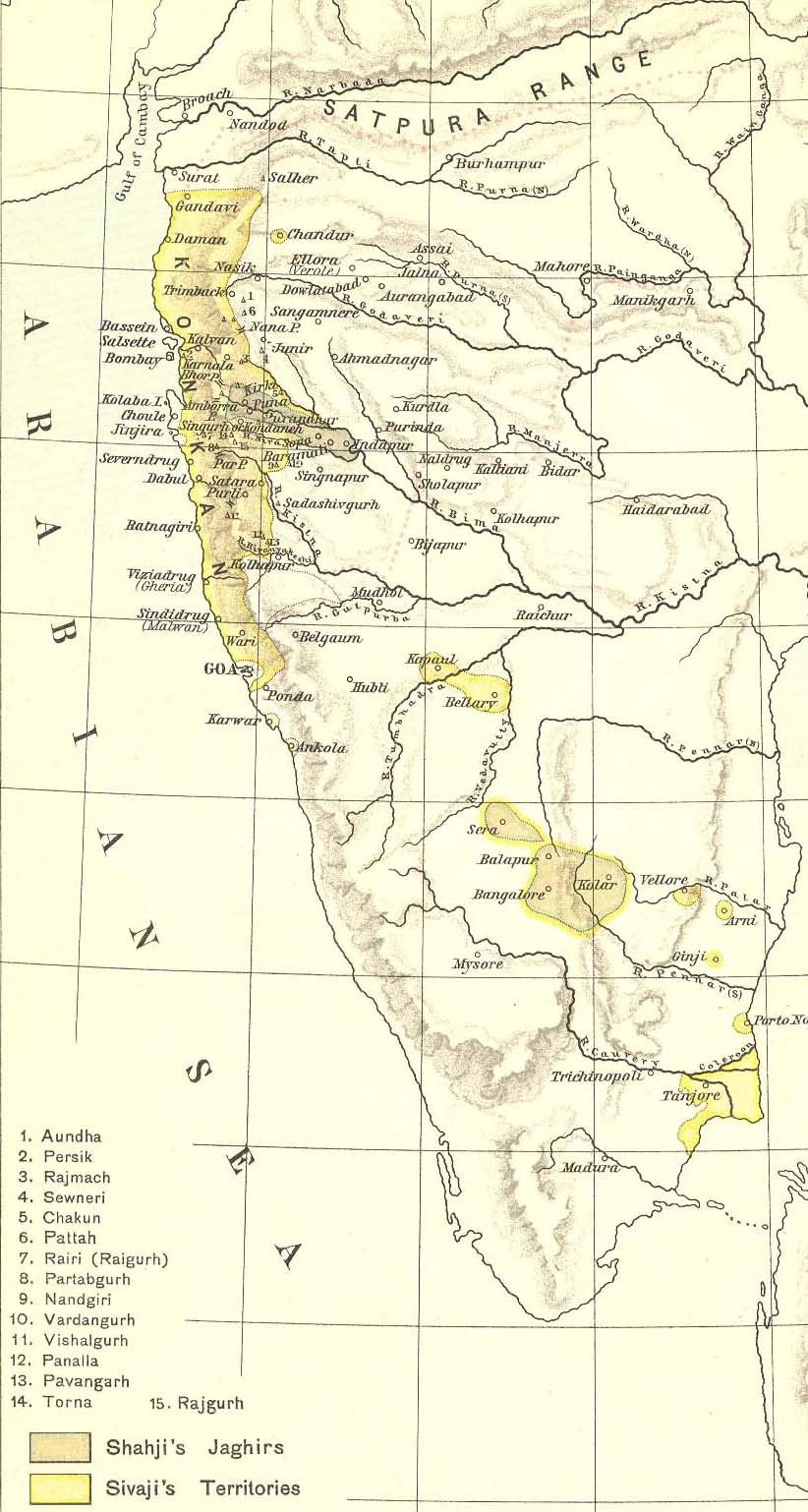
시바지 시대의 초기 마라타 정복지

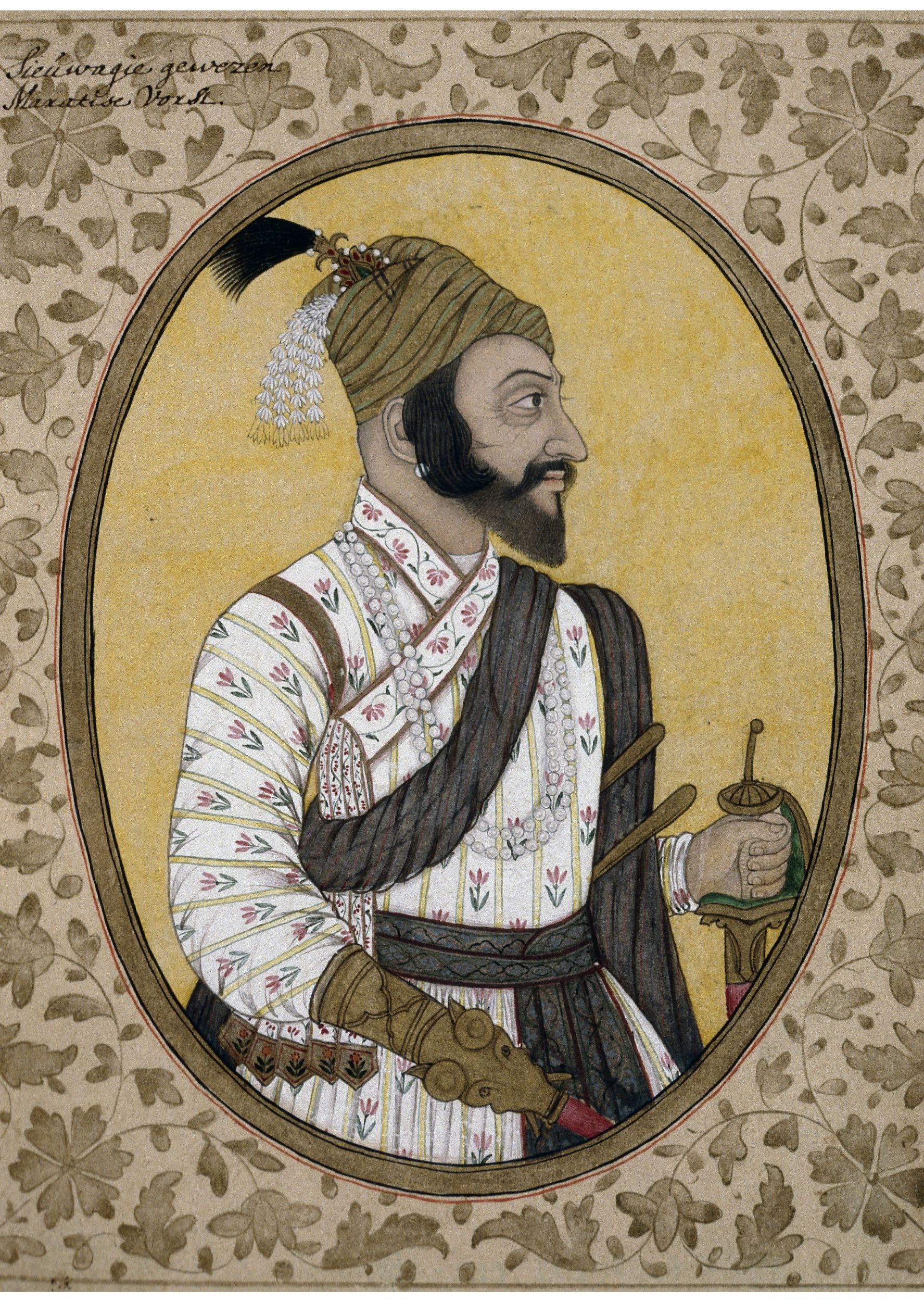
시바지 1세의 초상화

시바지(1630년–1680년)는 본살레 씨족 출신의 마라타 귀족이자 마라타 국가의 설립자였다. 시바지는 1645년 토르나 요새를 점령하며 비자푸르 술탄국에 대한 저항을 이끌었고, 이후 더 많은 요새를 점령하여 해당 지역을 통제하에 두며 힌다비 스와라지야(힌두인의 자치)를 수립했다. 그는 라이가드를 수도로 삼아 독립적인 마라타 국가를 세웠고 성공적으로 무굴 제국에 맞서 왕국을 방어했다. 그는 1674년 새로운 마라타 왕국의 차트라파티(주권자)로 즉위했다.
그의 지배 하에 있던 마라타 영토는 아대륙의 약 4.1%를 차지했지만, 넓은 지역에 퍼져 있었다. 그가 사망할 당시, 약 300개의 요새와 약 4만 명의 기병, 5만 명의 보병, 그리고 서해안을 따라 해군 시설로 강화되었다. 시간이 지남에 따라 왕국은 크기와 다양성이 증가했으며; 그의 손자의 통치 시기, 그리고 이후 18세기 초 페슈와 아래에서, 그것은 거대한 영역이 되었다.
시바지에게는 이복형제인 삼바지와 라자람 1세 두 아들이 있었다. 1681년, 삼바지는 아버지의 사망 후 왕위를 계승하고 확장 정책을 재개했다. 삼바지는 이전에 포르투갈군과 마이소르 왕국의 치카 데바 라야를 물리쳤다. 반란을 일으킨 아들 악바르와 마라타인들 사이의 동맹을 무효화하기 위해, 무굴 황제 아우랑제브는 1681년 남쪽으로 향했다. 그의 전 제국 궁정, 행정부와 약 50만 명의 병력을 이끌고, 그는 무굴 제국을 확장하기 시작했으며, 비자푸르와 골콘다 술탄국과 같은 영토를 획득했다. 이어지는 8년 동안, 삼바지는 마라타인들을 성공적으로 이끌고 무굴에 맞서 싸웠다.
1689년 초, 삼바지는 상가메슈와르에서 지휘관들을 소집하여 무굴군을 어떻게 격파할지 논의하려 했다. 그러나 무굴 제국의 군대가 이 계획을 사전에 탐지하고 회의장을 급습, 소수의 호위군만 데리고 있던 삼바지를 생포하는 데 성공했다. 결국 1689년 2월 1일 삼바지와 그의 조언자 카비 칼라시는 생포되었고, 1689년 3월 21일 무굴 제국에 의해 처형당했다. 아우랑제브는 삼바지를 마라타군의 부르한푸르 공격 혐의로 기소했다.

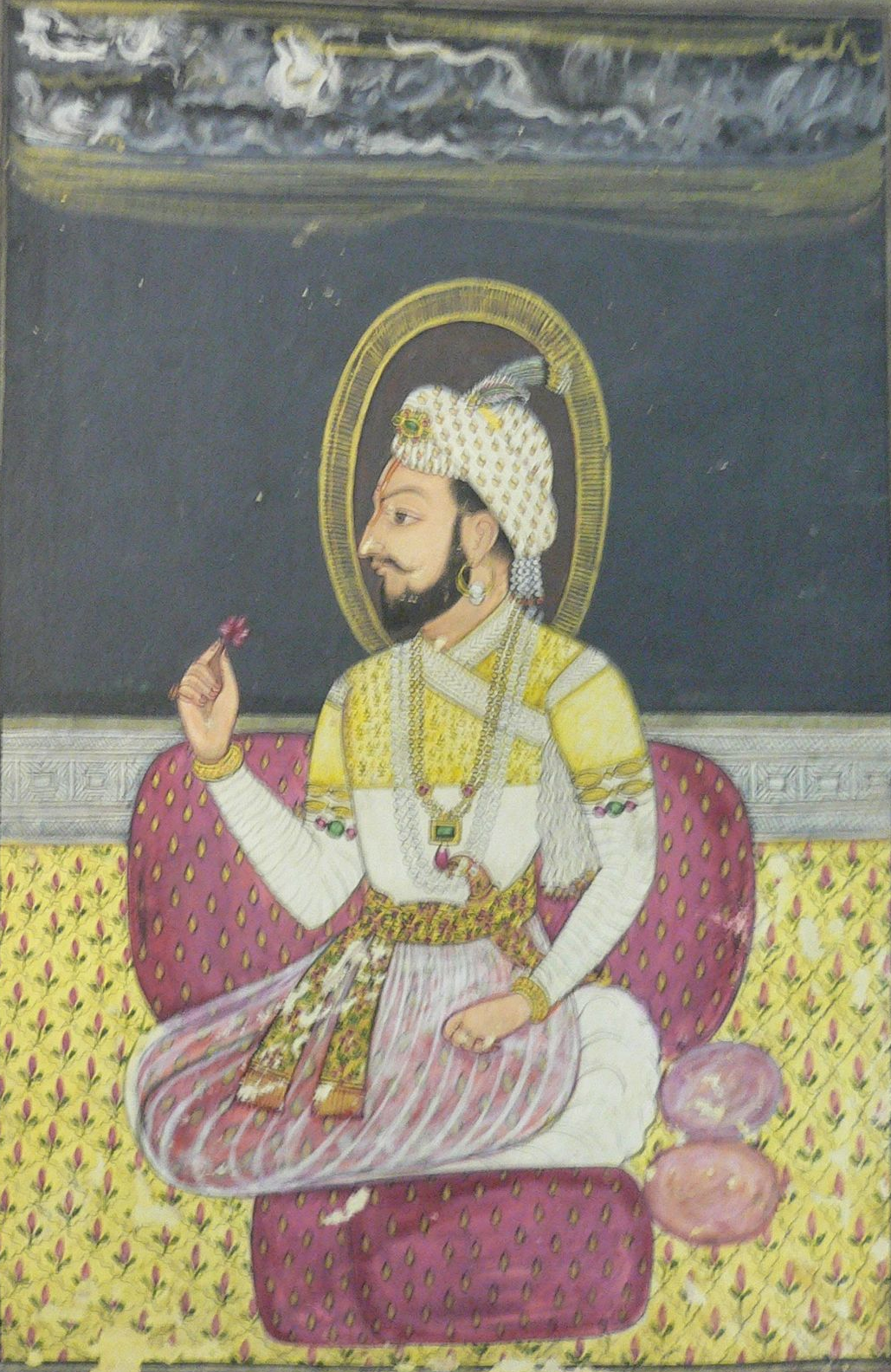
시바지의 아들이자 두 번째 마라타 통치자인 삼바지의 초상화.

삼바지의 사망 후, 그의 이복형제 라자람이 왕위를 계승했다. 그러나 그가 왕위에 오른 직후에도 무굴 제국은 여세를 몰아 수도인 라이가드를 맹공했고, 라자람은 결국 비샬가드로 피난가야 했으며, 이후 진지로 도피했다. 그곳에서 마라타인들은 무굴 영토를 습격했고, 많은 요새들이 산타지 고르파데, 다나지 자드하브, 파르슈람 판트 프라티니디, 샹카라지 나라얀 사치브, 멜기리 판디트와 같은 마라타 지휘관들에 의해 재탈환되었다. 1697년, 라자람은 휴전을 제안했지만 아우랑제브는 이를 거부했다. 라자람은 1700년 신하가드에서 사망했고, 그의 미망인 타라바이는 아들 시바지 2세의 이름으로 통제권을 장악했다.
1707년에 아우랑제브 황제가 서거한 이후, 삼바지 보살레의 아들이었던 샤후 1세가 새롭게 무굴의 황위에 오른 바하두르 샤 1세로부터 풀려나는 데에 성공했다. 다만 샤후 보살레 1세가 고향으로 돌아가 무굴 제국에 반란을 일으키는 것을 막기 위하여 그의 모친은 여전히 잡아두었다. 풀려난 후, 샤후는 즉시 마라타 왕위를 주장하며 숙모 타라바이와 그녀의 아들에게 도전했다. 이는 미약한 무굴-마라타 전쟁을 삼자 대결로 만들었다. 이로 인해 1707년 사타라와 콜하푸르에 샤후와 타라바이에 의해 각각 두 개의 경쟁 정부가 수립되었다. 샤후는 발라지 비슈와나트를 그의 페슈와로 임명했다. 페슈와는 샤후를 시바지의 정당한 후계자이자 마라타의 차트라파티로 무굴이 인정하도록 하는 데 결정적인 역할을 했다. 발라지는 또한 1719년 샤후의 어머니 예수바이를 무굴 감금에서 풀려나게 했다.
샤후의 통치 기간 동안, 라고지 본살레는 왕국을 동쪽으로 확장했다. 칸데라오 다바데와 나중에 그의 아들 트리아미크라오는 구자라트 지역으로 왕국을 서쪽으로 확장했다. 페슈와 바지라오와 그의 세 추장인 파와르 (다르 (인도)), 홀카르 (인도르), 그리고 신데 (괄리오르)는 북쪽으로 왕국을 확장했다.

### 페슈와의 시대

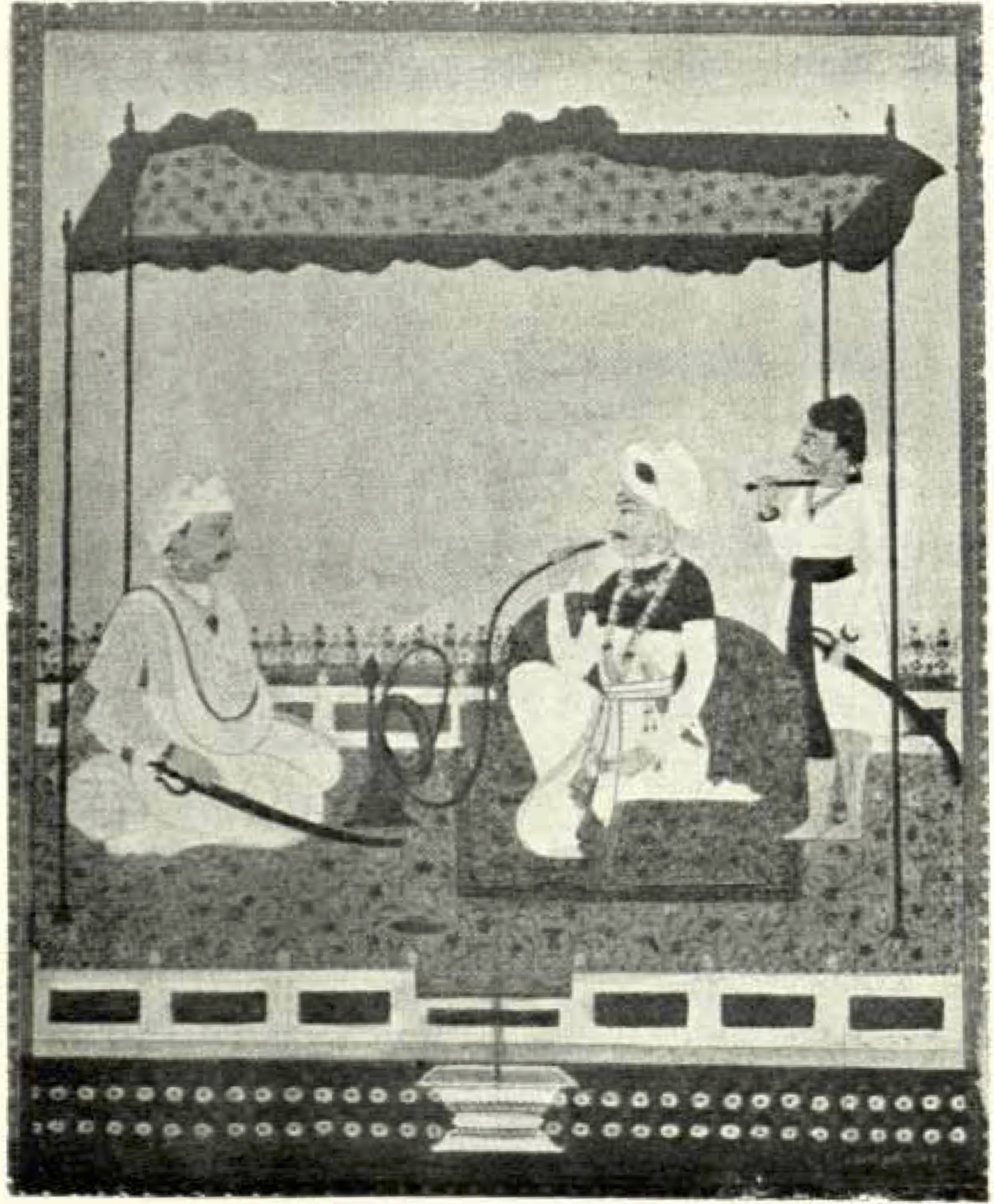
18세기 경 페슈와 바지라오 1세와 말하르 라오 홀카르

샤후는 1713년 발라지 비슈와나트를 페슈와로 임명했다. 발라지 비슈와나트의 첫 번째 주요 업적은 1714년 서해안에서 가장 강력한 해군력을 보유한 해적 칸호지 앙그레와 로나발라 조약을 체결하여 안정을 도모한 것이다. 칸호지 앙그레는 나중에 샤후를 차트라파티로 인정했다. 1719년, 마라타군은 발라지 지휘 하에 데칸의 무굴 총독 사이드 후세인 알리와 함께 델리로 진군하여 무굴 황제 파루크시야르를 폐위시켰다. 사이드 형제의 꼭두각시였던 새로운 십대 황제 라피 우드-다라자트는 샤후에게 데칸의 6개 무굴 지방에서 차우트와 사르데슈무키를 징수할 권리와 1680년 시바지가 통제했던 영토의 완전한 소유권을 부여했다.
1720년 4월 발라지 비슈와나트가 사망한 후, 그의 아들 바지라오 1세가 샤후에 의해 새로운 페슈와로 임명되었다. 바지라오는 1720년에서 1740년 사이에 마라타 제국을 현대 인도 영토의 3%에서 30%로 10배 확장한 공로를 인정받는다. 팔케드 전투는 1728년 2월 28일 인도 마하라슈트라주 나식 시 근처 팔케드 마을에서 바지라오 1세와 하이데라바드의 카마르-우드-딘 칸, 아사프 자흐 1세 사이에 벌어진 육상 전투였다. 마라타인들은 니잠을 격파했다. 이 전투는 군사 전략의 뛰어난 실행 사례로 여겨진다. 1737년, 바지라오 1세 휘하의 마라타인들은 1737년 델리 전투에서 번개처럼 델리 외곽을 습격했다. 니잠은 마라타인들의 침공으로부터 무굴인들을 구하기 위해 데칸에서 출발했지만, 보팔 전투에서 결정적으로 패배했다. 마라타인들은 무굴로부터 막대한 공물을 받아냈고 말와를 마라타인들에게 할양하는 조약을 체결했다. 바사이 전투는 뭄바이에서 북쪽으로 50km 떨어진 바사이 만 북쪽 해안에 위치한 마을인 바사이의 포르투갈 통치자들과 마라타인들 사이에 벌어졌다. 마라타인들은 바지라오의 형제인 치마지 아파가 이끌었다. 이 전쟁에서의 마라타 승리는 바지라오 재임 기간 동안의 주요 성과였다.
바지라오 1세가 죽은 이후, 그의 아들인 발라지 바지라오는 다른 추장들의 반대에도 불구하고 샤후에 의해 다음 페슈와로 임명되었다. 1740년, 라구지 본살레 휘하의 마라타군은 아르콧으로 진격하여 아르콧 나바브, 도스트 알리를 다말체리 고개에서 격파했다. 이어진 전쟁에서 도스트 알리, 그의 아들 하산 알리, 그리고 여러 저명한 인물들이 사망했다. 이 카르나타카에서의 초기 성공은 남부에서 마라타의 위신을 즉시 높였다. 다말체리에서 마라타인들은 아르콧으로 진격했고, 아르콧은 큰 저항 없이 항복했다. 그 후, 라구지는 1740년 12월 트리치노폴리를 침공했다. 저항할 수 없었던 찬다 사히브는 1741년 3월 14일 라구지에게 요새를 항복했다. 찬다 사히브와 그의 아들은 체포되어 나가푸르로 보내졌다. 라지푸타나도 이 시기에 마라타의 공격을 받았다. 1756년 6월, 포르투갈 총독 알바 백작 루이스 마스카렌하스(Luís Mascarenhas, Conde de Alva)는 고아에서 마라타군에 의해 전사했다.
카르나타카 전역과 1741년 트리치노폴리 공방전의 성공 이후, 라구지는 카르나타카에서 돌아왔다. 그는 1741년부터 1748년까지 벵골로 6차례 원정을 감행했다. 부흥하는 마라타 연맹은 18세기 번성했던 벵골 국가에 대한 잔혹한 습격을 시작했고, 이는 벵골 나바브의 쇠퇴를 더욱 가속화했다. 비하르주를 침공하고 서벵골주를 후글리강까지 점령하는 동안, 마라타인들은 현지 주민들에게 잔혹 행위를 저질렀다. 마라타의 잔혹 행위는 벵골과 유럽의 기록 모두에 기록되어 있는데, 마라타인들이 돈을 요구하고, 지불할 수 없는 사람들을 고문하거나 죽였다고 보고하고 있다.
라구지는 1727년 벵골 총독 무르시드 쿨리 칸 사망 후 벵골에 만연했던 혼란스러운 상황을 성공적으로 이용하여 오디샤주를 그의 왕국에 영구히 병합할 수 있었다. 본살레족의 끊임없는 괴롭힘으로 인해 오디샤, 벵골, 그리고 비하르 일부 지역은 경제적으로 파탄에 이르렀다. 벵골 나바브 알리바르디 칸은 1751년 라구지와 평화 협정을 맺고 수바르나레카강까지의 카타크(오디샤)를 할양하고, 벵골과 비하르의 차우트로 연간 120만 루피를 지불하기로 동의했다.
델리 시는 1737년에서 1788년 사이에 마라타인들에 의해 10번이나 약탈당했다. 이 기간 동안, 마라타 군인들은 350명의 무굴 황후와 공주들을 포함한 수천 명의 여성들을 강간했다. 1754년 5월, 말하르 라오 홀카르는 2만 명의 마라타 군인들과 함께 시칸다라바드의 아흐마드 샤 바하두르 황제의 야영지를 습격하여 야영지를 약탈하고 황제가 도주한 후 황후와 공주들을 포함한 여성들을 집단 강간했다.
발라지 바지라오는 농업을 장려하고, 마을 사람들을 보호하며, 영토의 상태를 현저히 개선시켰다. 나나사헤브의 형제인 라구나트 라오는 1756년 아흐마드 샤 압달리의 델리 약탈 이후 아프간군이 철수하자마자 북쪽으로 진격했다. 1757년 8월 1757년 델리 공방전에서 라구나트 라오 휘하의 마라타군은 델리를 점령하여 아프간 수비대를 격파했다. 이는 북서인도 마라타 정복의 토대가 되었다. 라호르에서처럼 델리에서도 마라타인들은 이제 주요 행위자가 되었다. 아톡 전투 이후, 마라타인들은 1758년 5월 8일 페샤와르 전투에서 아프간 군대를 격파하고 페샤와르를 점령했다.
1761년 파니파트 전투 직전, 마라타인들은 델리 원정 중 델리의 붉은 요새에 있는 "디완-이-카스" 또는 무굴 황제들이 궁정인과 국빈을 접견하던 개인 접견실을 약탈했다.
돈에 쪼들린 마라타인들은 디완-이-카스의 은으로 된 천장을 벗겨내고 무슬림 마울라나를 위한 성지를 약탈했다.

1750년대 로힐칸드 마라타 침공 당시
마라타인들은 로힐라족을 격파하고, 그들이 언덕으로 피난가도록 강제했으며, 그들의 나라를 약탈하여 로힐라족은 마라타인들을 두려워하고 영원히 미워하게 되었다.

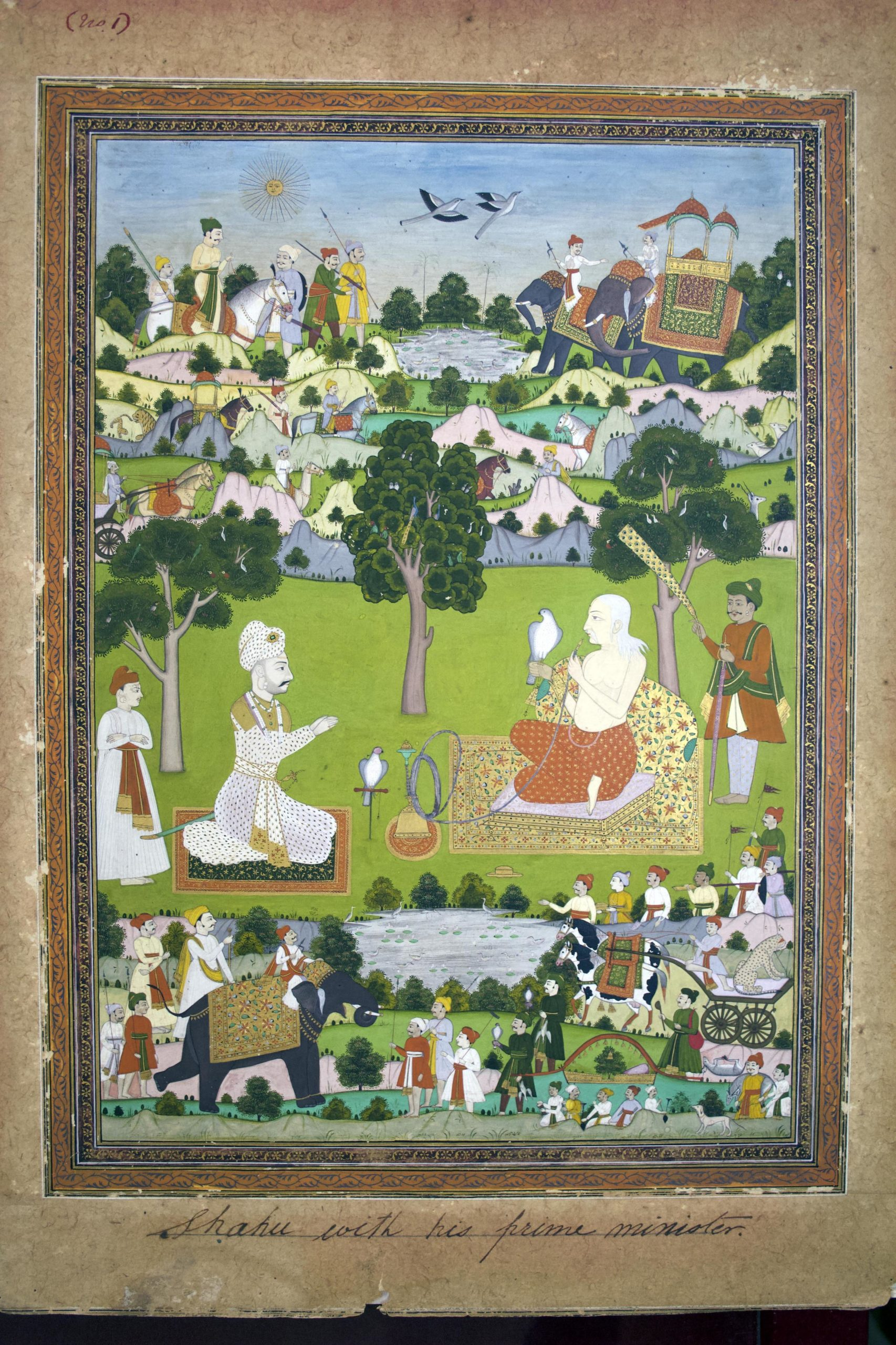
시바람 치타리가 1750년 경 차트라파티 샤후 1세를 만나는 발라지 바지라오 페슈와

1760년, 사다시브라오 바우 휘하의 마라타인들은 1756년 아흐마드 샤 압달리의 델리 약탈 이후 아프간군이 북인도로 돌아왔다는 소식에 대규모 병력을 북쪽으로 보냈다. 바우의 병력은 홀카르, 신데, 가에크와드, 고빈드 판트 분델레 그리고 수라지 말 휘하의 일부 마라타 병력으로 보강되었다. 5만 명 이상의 정규군으로 구성된 연합군은 1760년 8월 1760년 델리 공방전에서 아프간 수비대로부터 옛 무굴 수도 델리를 재탈환했다.
델리는 이전 침공으로 여러 차례 폐허가 되었고, 마라타 진영에는 보급품이 심각하게 부족했다. 바우는 이미 인구가 감소한 도시를 약탈하라고 명령했다. 그는 조카이자 페슈와의 아들인 비스와스라오를 무굴 황위에 앉힐 계획을 세웠다고 한다. 1760년까지 데칸고원에서 니잠이 패배하면서 마라타의 권력은 최고조에 달했으며, 영토는 2,500,000 제곱킬로미터 (970,000 mi2) 이상이었다.
아흐마드 샤 두라니는 로힐라족과 아와드 나바브에게 델리에서 마라타인들을 몰아내는 것을 도와달라고 요청했다. 무슬림군과 마라타군의 거대한 군대는 1761년 1월 14일 제3차 파니파트 전투에서 충돌했다. 마라타군은 이 전투에서 패배했고, 이는 제국의 확장을 멈추게 했다. 자트족과 라지푸트는 마라타인들을 지지하지 않았다. 역사학자들은 마라타인들이 동료 힌두 집단들을 대우한 방식에 대해 비판했다. 카우시크 로이는 "마라타인들이 동료 힌두교도인 자트족과 라지푸트를 대우한 방식은 분명히 불공정했으며, 결국 파니파트에서 무슬림 세력이 종교의 이름으로 단결하는 대가를 치러야 했다"고 말한다.
마라타인들은 자트족과 라지푸트에게 과도한 세금을 부과하고, 무굴족을 물리친 후 처벌하며, 그들의 내정에 간섭하여 그들을 적대시했다. 마라타인들은 바랏푸르의 라자 수라지 말에 의해 버림받았는데, 그는 대규모 전투가 시작되기 전에 아그라에서 마라타 동맹을 탈퇴하고 병사들의 가족(여성과 어린이)과 순례자들을 아그라에 남겨두고 전투에 데려가지 말라는 마라타 장군 사다시브라오 바우의 조언을 듣지 않고 병력을 철수했다. 그들의 보급선(이전에는 라자 수라지 말이 보장했던)은 존재하지 않았다.
페슈와 마다브라오 1세는 마라타 연맹의 네 번째 페슈와였다. 그는 연맹 내에서 통합적인 역할을 했으며, 마라타의 권력을 확고히 하기 위해 남쪽으로 이동하여 마이소르와 하이데라바드 니잠을 진압했다. 그는 북부 국경에도 신경을 썼고, 장군들을 북쪽으로 보내 국경을 확립하려 했으며 1770년대 초에 북부에서도 마라타 제국의 권위를 다시 확고히 하는 데 성공했다. 마다브 라오 1세는 1767년 크리슈나강을 건너 하이데르 알리를 시라와 마드기리 전투에서 격파했다. 그는 또한 케라디 나야카 왕국의 마지막 여왕을 구출했는데, 그녀는 하이데르 알리에 의해 마드기리 요새에 감금되어 있었다.
1771년 초, 제3차 파니파트 전투 이후 북인도에서 마라타 권위가 붕괴된 지 10년 만에, 마하다지 신데는 델리를 재탈환하고 샤 알람 2세를 무굴 황위에 꼭두각시 통치자로 앉혔다. 그 대가로 그는 제국의 부왕이자 부섭정인 나이브 와지르-울-무트라크 칭호와 페슈와에게 수여되는 와지르-울-무트라크 칭호를 받았다. 무굴인들은 또한 그에게 아미르-울-아마라(아미르들의 우두머리) 칭호를 주었다. 델리를 장악한 후, 마라타인들은 1772년 파니파트 전쟁에 연루된 아프간 로힐라족을 처벌하기 위해 대규모 군대를 보냈다. 그들의 군대는 약탈과 강탈로 로힐칸드를 황폐화시키고 왕실 구성원들을 포로로 잡았다.
마라타인들은 파니파트 전쟁에서 로힐라족의 잔혹 행위에 대한 복수를 위해 로힐칸드를 침공했다. 마하다지 신데의 지휘 아래 마라타인들은 사르다르 나지브-우드-다울라의 영지에 진입했고, 그의 아들 자비타 칸이 그의 사망 후 이곳을 차지했다. 자비타 칸은 처음에 사이드 칸과 사아다트 칸과 함께 용감하게 저항했지만, 사아다트 칸의 죽음과 함께 마라타인들에게 패배하여 결국 슈자-우드-다울라의 야영지로 도주해야 했고 그의 나라는 마라타인들에게 황폐화되었다. 마하다지 신데는 자비타 칸의 가족을 붙잡고, 나지브 아드-다울라의 무덤을 훼손하고 그의 요새를 약탈했다. 로힐라족이 도주하자 나머지 나라는 불태워졌고, 수천 명의 암로히 사이드 부족이 방어한 암로하 시만 제외되었다. 저항할 수 없었던 로힐라족은 테라이로 도주했고, 남은 사르다르 하피즈 라흐마트 칸 바레치는 아와드 나바브 슈자-우드-다울라와의 협정을 통해 도움을 요청했고, 이 협정에 따라 로힐라족은 마라타인들에 대한 군사적 도움의 대가로 4백만 루피를 지불하기로 동의했다. 하피즈 레흐마트는 알리 무함마드와 나지브 칸과 같은 동료 로힐라족과 달리 불필요한 폭력을 혐오했고, 정치적 중재자로서의 자신의 역할에 자부심을 가졌으며, 아와드와 동맹을 맺어 마라타인들을 로힐칸드 밖으로 내보내려 했다. 그는 로힐라족을 대신하여 지불하기로 약속했다. 그러나 그가 지불을 거부하자, 아와드는 로힐라족을 공격했다.
무굴 황제 샤 알람 2세는 6년 동안 알라하바드 요새에 머물렀고, 1771년 1771년 델리 점령 후 마라타인들의 보호를 받으며 수도로 돌아왔다. 그는 마하다지 신데의 호위를 받으며 1771년 5월 알라하바드를 떠났다. 짧은 체류 기간 동안 마라타인들은 알라하바드 시에 두 개의 사원을 건설했는데, 그 중 하나는 유명한 알로피 데비 만디르였다. 그러나 1772년 1월 델리에 도착하여 마라타인들의 영토 침범 의도를 깨달은 샤 알람은 그의 장군 나자프 칸에게 그들을 몰아내라고 명령했다. 이에 대한 보복으로, 투코지 라오 홀카르와 비사지 크루슈나 비니왈레는 델리를 공격하여 1772년 무굴군을 격파했다. 마라타인들은 코라와 알라하바드에 대한 황제의 사나드를 부여받았다. 그들은 이 두 영토를 얻기 위해 아와드로 관심을 돌렸다. 그러나 슈자는 이를 포기할 의사가 없었고 영국에 호소했으며, 마라타인들은 람가트 전투에서 잘 싸우지 못했다. 마라타와 영국군은 람가트에서 싸웠지만, 페슈와의 갑작스러운 사망과 다음 페슈와를 선택하기 위한 푸네의 내전으로 인해 마라타인들은 후퇴할 수밖에 없었다.
마다브라오 페슈와가 남인도에서 하이데라바드 니잠과 마이소르주의 하이데르 알리에게 승리하면서 데칸에서 마라타의 지배력이 확립되었다. 한편, 마하다지가 마투라의 자트족, 라자스탄의 라지푸트족, 그리고 로힐칸드(현재의 우타르프라데시주의 바레일리구와 모라다바드구)의 파슈툰-로힐라족에게 승리하면서 북인도에서 마라타는 재확립되었다. 1771년 1771년 델리 점령과 1772년 나지바바드 점령, 그리고 마라타 종주권 아래 무굴 황제 샤 알람 2세와의 조약으로 북부 마라타 권력의 부활은 완성되었다.
마다브 라오는 1772년 27세의 나이로 사망했다. 그의 죽음은 마라타 연맹에 치명적인 타격으로 여겨지며, 그 시점부터 마라타 권력은 제국이라기보다는 연맹체로서 하향 곡선을 그리기 시작했다.

### 연맹기

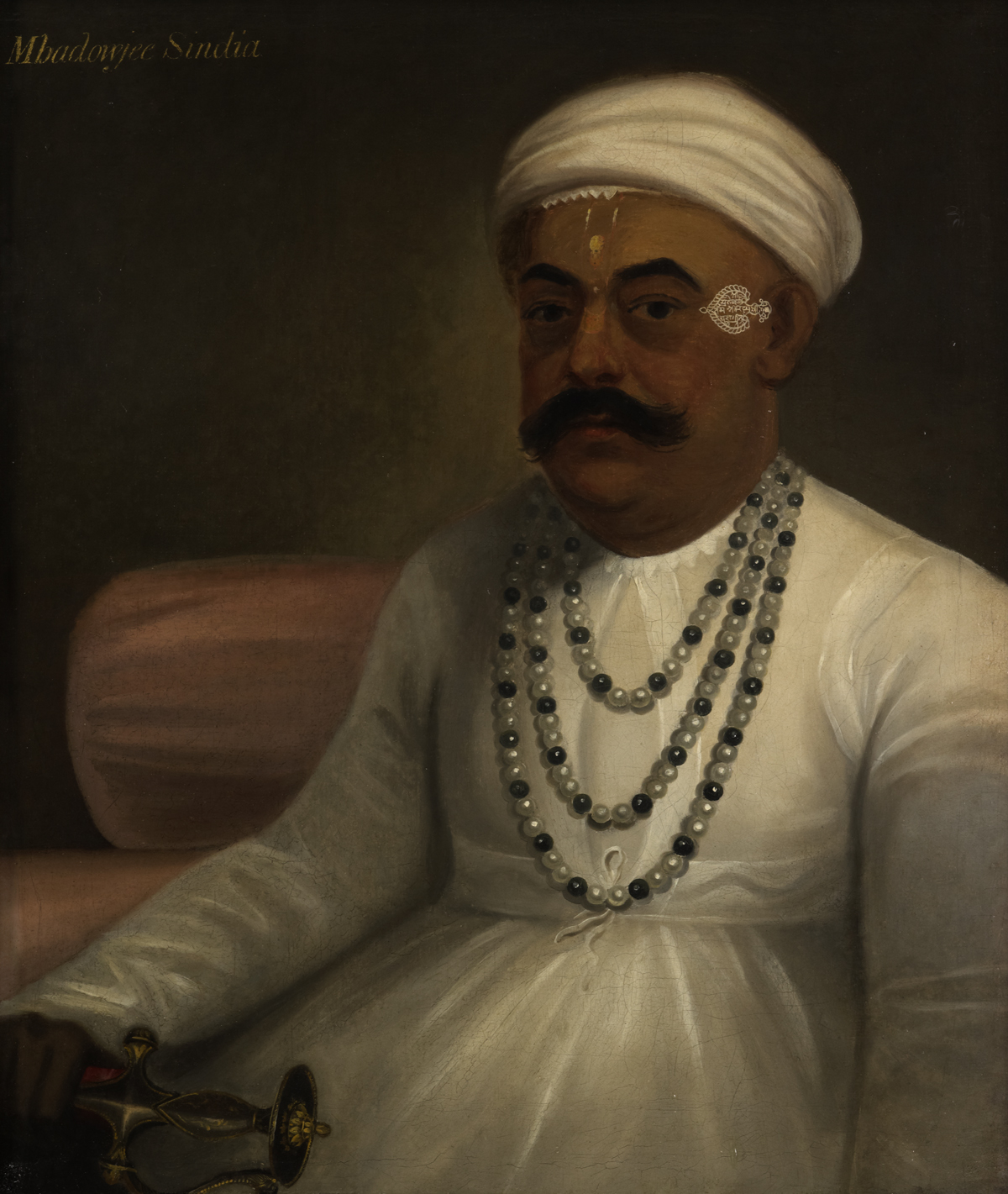
마하다지 신데는 북인도의 마라타 지배력을 회복시켰다.

광대한 제국을 효과적으로 관리하기 위해 마다브라오 페슈와는 귀족들 중 가장 강력한 자들에게 준자치를 부여했다. 페슈와 마다브라오 1세가 사망한 후, 여러 추장과 자기르다르들은 어린 페슈와 마다브라오 2세를 위한 사실상의 통치자와 섭정이 되었다. 중앙인도 괄리오르국의 통치자였던 마하다지 신데의 지도 아래, 마라타인들은 자트족, 로힐라 아프간족을 물리치고 델리를 점령했으며, 델리는 다음 30년 동안 마라타의 통제 아래에 있었다. 그의 군대는 현대 하리아나주를 정복했다. 신데는 제3차 파니파트 전투의 참패 이후 마라타의 권력을 부활시키는 데 중요한 역할을 했으며, 이 과정에서 베누아 드 부아뉴의 도움을 받았다.
말와 사르다르, 분델칸드의 지주, 라자스탄의 라지푸트 왕국과 같은 봉건 영주들의 힘이 커지고 그들이 조공을 바치기를 거부하자, 그는 자신의 군대를 보내 보팔국, 다티아, 찬데리, 나르와르, 살바이, 고하드와 같은 국가들을 정복했다. 그러나 그는 자이푸르의 라자에게 대항하여 실패한 원정을 감행했고, 1787년 결판이 나지 않은 랄소트 전투 후 철수했다. 가젠드라가드 전투는 1786년 3월부터 1787년 3월까지 투코지라오 홀카르(말하르라오 홀카르의 양자) 지휘 하의 마라타인들과 티푸 술탄 사이에 벌어졌으며, 티푸 술탄은 마라타인들에게 패배했다. 이 전투에서의 승리로 마라타 영토의 국경은 퉁가바드라강까지 확장되었다. 괄리오르의 강력한 요새는 그 당시 고하드의 자트 통치자 차타르 싱의 손에 있었다. 1783년, 마하다지는 괄리오르 요새를 포위하고 정복했다. 그는 괄리오르의 행정을 칸데라오 하리 바레라오에게 위임했다. 괄리오르 정복을 축하한 후, 마하다지 신데는 다시 델리로 관심을 돌렸다.
1785년 마라타-시크 조약으로 작은 시스-수틀레지 주들은 마라타 연맹의 신데 왕조의 자치 보호령이 되었다. 이는 마하다지 신데가 1784년 무굴 사무의 나이브 와지르-이-무트라크(제국의 부섭정)로 임명되었기 때문이다. 1806년 제2차 영국-마라타 전쟁 이후, 아서 웰즐리는 수틀레지강 동쪽에 있는 시크 씨족들에게 영국 장군 제라드 레이크에 대한 충성을 대가로 독립을 부여하는 조약을 초안했다. 전쟁이 끝날 무렵, 영국령 인도의 국경은 야무나강까지 확장되었다.
마하다지 신데는 히사르의 총독으로부터 라니아, 파테하바드, 시르사를 정복했다. 그리고 하리아나주는 마라타의 지배를 받게 되었다. 그는 하리아나를 네 개의 영토로 나누었다: 델리(무굴 황제 샤 알람 2세, 그의 가족, 그리고 델리 주변 지역), 파니파트(카르날, 소네파트, 쿠루크셰트라, 암발라), 히사르(히사르, 시르사, 파테하바드, 로흐타크 일부), 아히르왈(구루그람, 레와리, 나르나울, 마헨드라가르) 그리고 메와트. 다울라트 라오 신데는 1803년 12월 30일 수르지-안잔가온 조약에 따라 하리아나를 영국 동인도 회사에 할양했고, 이는 회사령 인도로 이어졌다.
1788년, 마하다지 군대는 마라타에 저항하는 무굴 귀족인 이스마일 베그를 격파했다. 이스마일 벡의 동맹인 로힐라 추장 굴람 카디르는 무굴 왕조의 수도 델리를 장악하고 샤 알람 2세 왕을 폐위하고 눈을 멀게 한 뒤, 델리 왕좌에 꼭두각시를 앉혔다. 마하다지는 개입하여 그를 죽였고, 10월 2일 델리를 장악하여 샤 알람 2세를 왕좌에 복귀시키고 그의 보호자 역할을 했다. 가장 강력한 두 라지푸트 국가인 자이푸르와 조드푸르는 여전히 마라타의 직접적인 지배를 받지 않고 있었기 때문에, 마하다지는 그의 장군 베누아 드 부아뉴를 보내 파탄 전투에서 자이푸르와 조드푸르의 군대를 격파했다. 마라타의 또 다른 업적은 하이데라바드 니잠의 군대에 대한 승리였다. 이 마지막 승리는 1795년 카르다 전투에서 모든 주요 마라타 세력이 니잠의 군대와 공동으로 싸운 결과였다.

#### 마라타-마이소르 전쟁
마라타인들은 티푸 술탄이 이끄는 마이소르 왕국과 충돌하여 1785년에 마라타-마이소르 전쟁이 발발했다. 전쟁은 1787년에 티푸 술탄이 마라타인들에게 패배하면서 끝났다. 마라타-마이소르 전쟁은 1787년 4월 가젠드라가드 조약이 체결되면서 끝났는데, 이 조약에 따라 마이소르의 티푸 술탄은 마라타인들에게 전쟁 비용으로 480만 루피와 연간 120만 루피의 공물을 지불해야 했으며, 하이데르 알리가 점령했던 모든 영토를 반환해야 했다. 1791년–92년, 마라타 연맹의 넓은 지역은 도지 바라 기근으로 인해 막대한 인구 손실을 겪었다.
1791년, 라마안, 핀다리, 푸르비아와 같은 비정규군은 마라타인이 아닌 스링게리 샹카라차리아 사원을 습격하여 약탈하고, 브라만들을 포함한 많은 사람들을 죽거나 다치게 했으며, 사원에서 모든 귀중품을 약탈하고, 사르다 여신상을 옮겨 사원을 모독했다.
마라타 연맹은 곧 영국 동인도 회사(벵골 관구에 기반을 둠)와 영국-마이소르 전쟁에서 마이소르에 대항하여 동맹을 맺었다. 영국이 처음 두 번의 영국-마이소르 전쟁에서 마이소르에게 패배한 후, 마라타 기병은 1790년부터 마지막 두 번의 영국-마이소르 전쟁에서 영국을 지원했고, 결국 1799년 제4차 영국-마이소르 전쟁에서 영국이 마이소르를 정복하는 데 도움을 주었다. 그러나 영국이 정복한 후, 마라타인들은 티푸 술탄에게 과거의 손실에 대한 보상이라며 이 지역을 약탈하기 위해 마이소르를 자주 습격했다.

#### 영국의 개입

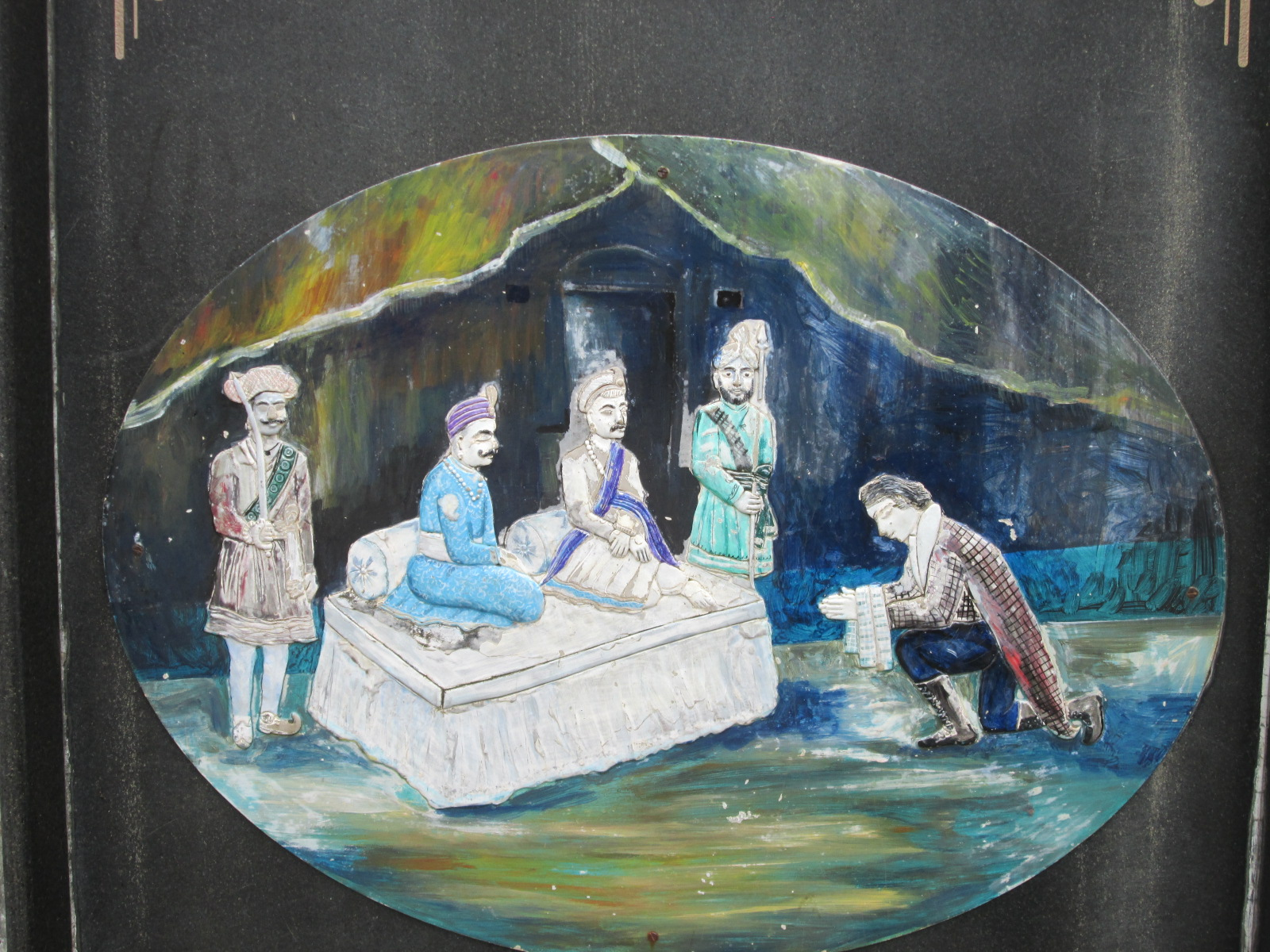
제1차 영국-마라타 전쟁 중 영국의 항복을 묘사한 벽화. 이 벽화는 푸네의 바드가온 마발에 위치한 승리 기념비(비제이 스탐브)의 일부이다.

1775년, 뭄바이에 기반을 둔 영국 동인도 회사는 연맹의 페슈와가 되기를 원했던 라구나트라오(라그호바다다라고도 불림)를 대신하여 푸네의 계승 분쟁에 개입했다. 영국은 또한 잠재적인 반영국-프랑스-마라타 동맹을 초기에 저지하기를 원했다. 투코지라오 홀카르와 마하다지 신데 휘하의 마라타군은 와드가온 전투에서 영국 원정군을 격파했지만, 할양된 영토 반환과 수익 공유를 포함한 가혹한 항복 조건은 벵골의 영국 당국에 의해 거부되었고 전투는 계속되었다. 제1차 영국-마라타 전쟁으로 알려지게 된 이 전쟁은 1782년 전전 상태로 복귀하고 동인도 회사가 라구나트라오의 대의를 포기하면서 끝났다.

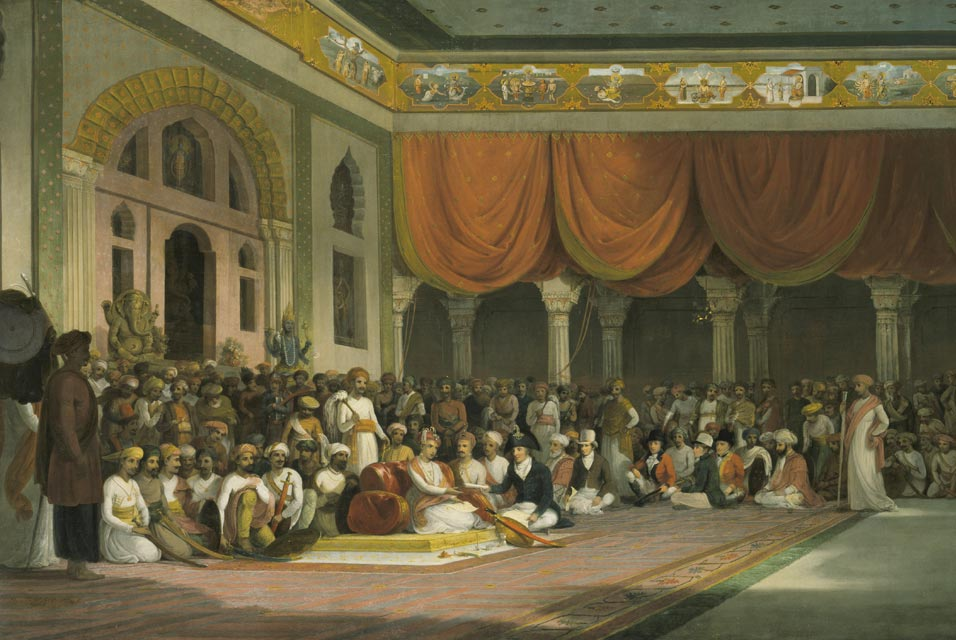
1790년 궁정에서 영국과 조약을 체결하는 페슈와 마다브라오 2세

1799년, 야슈완트라오 홀카르는 홀카르의 왕으로 즉위하고 우자인을 점령했다. 그는 북쪽으로 원정을 시작하여 그 지역의 영토를 확장했다. 야슈완트 라오는 페슈와 바지라오 2세의 정책에 반항했다. 1802년 5월, 그는 페슈와의 거점인 푸네로 진격했다. 이로 인해 푸네 전투가 발발했고, 페슈와는 패배했다. 푸네 전투 이후, 페슈와가 도주하자 마라타 국가의 통치권은 야슈완트라오 홀카르의 손에 넘어갔다. 그는 암루트라오를 페슈와로 임명하고 1803년 3월 13일 인도르로 갔다. 1802년 7월 26일 별도 조약으로 이미 영국 보호를 받아들인 바로드의 추장 가에크와드를 제외하고는 모두 새로운 정권을 지지했다. 그는 영국과 조약을 맺었다. 또한 야슈완트 라오는 신데와 페슈와와의 분쟁을 성공적으로 해결했다. 그는 마라타 연맹을 통합하려고 노력했지만 소용이 없었다. 1802년, 영국은 왕위 계승권 주장자들을 상대로 왕위 계승 분쟁에서 왕위를 차지하기 위해 바로드에 개입했고, 새로운 마하라자와 조약을 맺어 마라타 연맹으로부터의 독립을 인정하는 대신 영국 최고 권위를 인정하도록 했다. 제2차 영국-마라타 전쟁(1803년–1805년) 이전에 페슈와 바지라오 2세는 유사한 조약을 체결했다. 제2차 영국-마라타 전쟁 중 1803년 델리 전투에서의 패배는 마라타인들이 델리에 대한 영향력을 잃는 결과를 낳았다.
제2차 영국-마라타 전쟁은 인도 제국의 형성에 마지막으로 심각한 저항을 가했던 마라타의 군사적 절정을 나타낸다. 인도를 위한 진정한 경쟁은 아대륙을 위한 단일하고 결정적인 전투가 아니었고, 오히려 남아시아 군사 경제의 통제를 위한 복잡한 사회적, 정치적 투쟁이었다. 1803년의 승리는 전장 기동과 전쟁 자체만큼이나 재정, 외교, 정치, 정보에 달려 있었다.

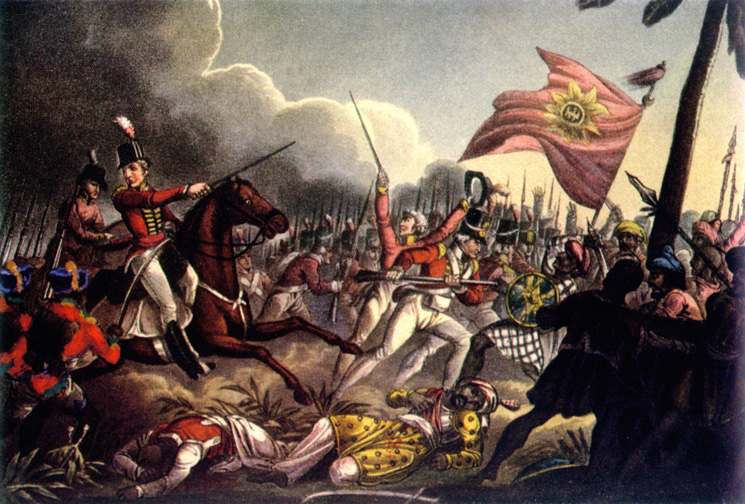
제2차 영국-마라타 전쟁 중 아사예 전투

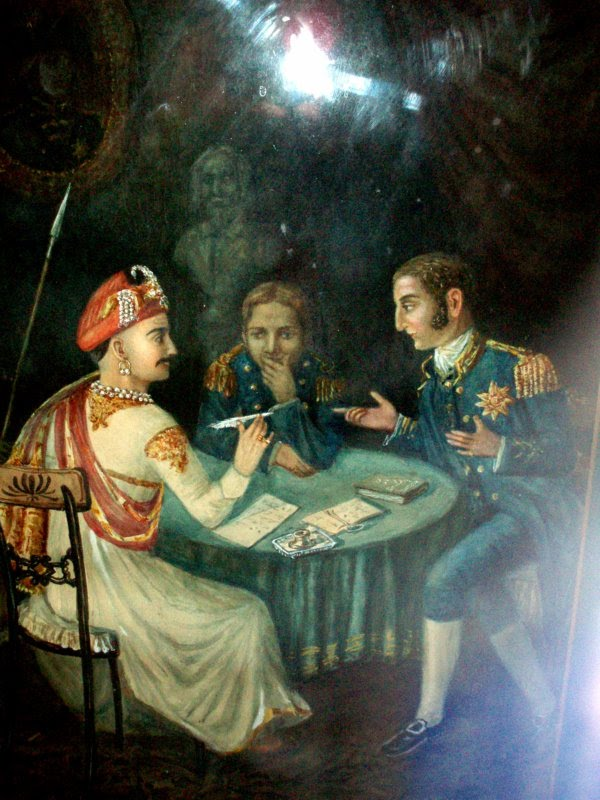
페슈와 바지라오 2세가 바세인 조약을 영국 동인도 회사와 체결하는 모습

궁극적으로 제3차 영국-마라타 전쟁(1817년–1818년)은 마라타 독립의 상실로 이어졌다. 이는 영국이 인도 아대륙 대부분을 통제하게 만들었다. 페슈와는 칸푸르 근처의 비투르(우타르프라데시주 마라트)로 추방되어 영국의 연금 수급자로 살게 되었다. 푸네를 포함한 데슈의 마라타 심장부는 콜하푸르와 사타라 주를 제외하고는 영국 직할 통치를 받게 되었으며, 이들 주에는 현지 마라타 통치자들(시바지와 삼바지 2세의 후손들이 콜하푸르를 통치했다)이 남아있었다. 괄리오르, 인도르, 나가푸르의 마라타 통치 주들은 모두 영토를 잃고 영국 최고 권위 하에 내부 주권을 유지하는 인도 번왕국으로서 영국령 인도 제국과 종속적 동맹 관계를 맺게 되었다. 다른 작은 마라타 기사들의 번왕국들도 영국령 인도 제국 하에 유지되었다.
제3차 영국-마라타 전쟁은 마라타 군벌들이 공통 전선을 형성하는 대신 개별적으로 싸웠고, 그들은 하나씩 항복했다. 신데와 파슈툰 아미르 칸은 외교와 압력을 사용하여 진압되었고, 이는 1817년 11월 5일 괄리오르 조약으로 이어졌다. 홀카르, 본살레, 페슈와와 같은 다른 모든 마라타 추장들은 1818년까지 무장 해제했다. 영국 역사학자 퍼시벌 스피어는 1818년을 인도 역사의 분수령으로 묘사하며, 그 해까지 "인도에서의 영국 지배가 인도의 영국 지배가 되었다"고 말했다.
전쟁은 영국 동인도 회사의 후원 아래 영국이 현재의 수틀레지강 남쪽 인도 대부분을 통제하게 만들었다. 유명한 나사크 다이아몬드는 전쟁 전리품의 일부로 회사에 의해 약탈되었다. 영국은 마라타 제국으로부터 막대한 영토를 획득하여 가장 역동적인 저항을 효과적으로 종식시켰다. 존 말콤 소장이 페슈와에게 제시한 항복 조건은 영국인들 사이에서 너무 관대하다는 이유로 논란이 되었다: 페슈와는 칸푸르 근처에서 호화로운 생활을 제공받았고 약 8만 파운드의 연금을 받았다.

## 지리
마라타 연맹은 최전성기에 인도 아대륙의 넓은 지역을 포함했다. 전성기에는 북쪽의 펀자브에서 남쪽의 하이데라바드, 서쪽의 쿠치에서 동쪽의 아와드까지 확장되었다. 북쪽으로는 아와드와 라지푸타나와 국경을 접했다. 다양한 지역을 점령하는 것 외에도, 마라타인들은 정기적으로 일정 금액의 세금인 차우트를 지불하기로 합의된 많은 조공국들을 유지했다. 연맹은 하이데르 알리와 티푸 술탄 휘하의 마이소르 술탄국, 아와드 나바브, 하이데라바드 니잠, 벵골 나바브, 신드 나바브와 아르콧 나바브, 그리고 남인도의 폴리가르 왕국들을 격파했다. 그들은 델리, 아와드국, 벵골, 비하르주, 오디샤주 그리고 라지푸타나의 통치자들로부터 차우트를 징수했다. 그들은 인도에 거대한 제국을 건설했다.

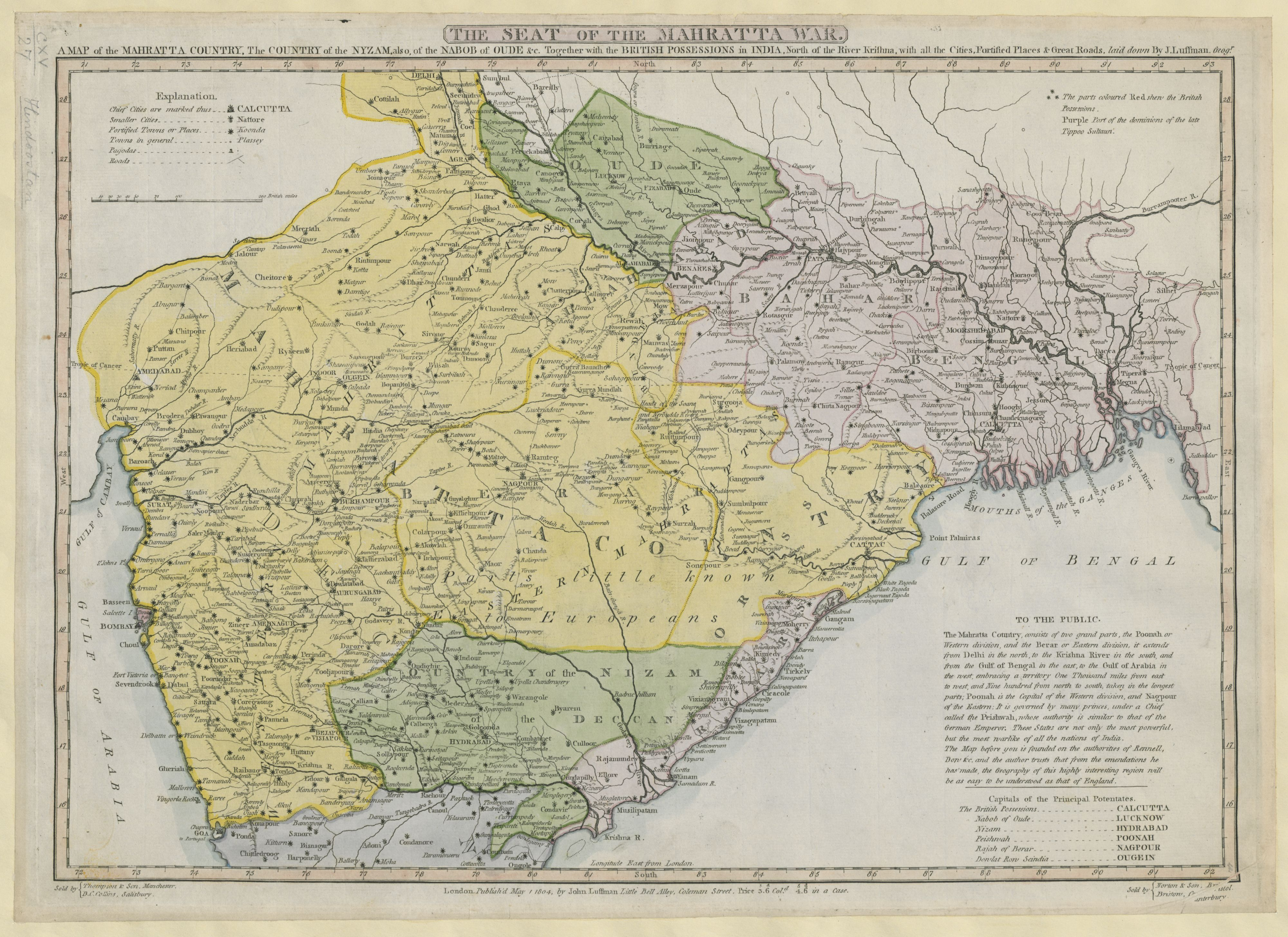

마라타인들은 1752년 아와드의 나바브 사프다르정에 의해 아프간 로힐라족을 격파하는 데 도움을 요청받았다. 마라타군은 푸네에서 출발하여 1752년 아프간 로힐라족을 격파하고 로힐칸드(현재의 우타르프라데시주의 바레일리 구와 모라다바드 구) 전체를 점령했다. 1752년, 마라타인들은 무굴 황제와 그의 와지르 사프다르정을 통해 협정을 맺었고, 무굴인들은 마라타인들에게 두압의 차우트와 아지메르와 아그라의 수바흐다르를 추가로 제공했다. 1758년, 마라타인들은 북서인도 마라타 정복을 시작하여 국경을 아프가니스탄까지 확장했다. 그들은 아흐마드 샤 압달리의 아프간군을 격파했다. 아프간군은 약 25,000~30,000명이었고, 아흐마드 샤 두라니의 아들 티무르 샤가 지휘했다.
연맹 시대 동안, 마하다지 신데는 제3차 파니파트 전투 이후 상실했던 북인도 대부분에 대한 마라타의 지배력을 회복시켰다. 델리와 우타르프라데시주 대부분은 마라타 연맹의 신데 왕조의 종주권 아래 있었지만, 1803년–1805년 제2차 영국-마라타 전쟁 이후 마라타인들은 이 영토들을 영국 동인도 회사에게 상실했다.

## 영토 확장
| 연도 | 범위 | 배경 |
| ---- | ---- | --- |
| 1680 |      | 1680년 시바지가 사망할 당시, 그는 북쪽의 다만에서 남쪽의 카르와르까지 콘칸 전체 지역을 완전히 통제하고 있었다. 이는 포르투갈령인 고아, 차울, 살세트, 바사인, 아비시니아 해적 요새인 잔지라, 그리고 봄베이 섬의 영국 정착지를 제외한 지역이었다. 그의 동쪽 경계는 나시크와 푸네 지역을 거쳐 사타라 지역 전체와 콜하푸르 대부분을 포함했다. 추가적으로, 그는 벨라리, 코팔, 시라, 방갈로르, 콜라르, 벨로르, 아르니, 진지의 영토와 그의 형제의 탄자부르 공국 지분을 보유하고 있었다. |
| 1700 |      | 시바지의 뒤를 이은 삼바지는 1689년 무굴 황제 아우랑제브에게 붙잡혀 처형당했다. 그러나 18세기 초까지 마라타인들은 다시 권력을 되찾았다. |
| 1785 |      | 아우랑제브 사망 후, 마라타인들은 체나브강에서 벵골 국경까지 인도 상당 부분을 정복했다. 봄베이 관구 정부가 라그호바의 마라타 연맹 페슈와 지위 주장을 지지하면서 제1차 영국-마라타 전쟁이 발발했고, 최종적으로 살바이 조약(1782)이 체결되면서 전쟁이 끝났다. |
| 1798 |      | 1795년, 마라타인들은 카르다 전투에서 하이데라바드 니잠을 압도했다. 마라타 국경은 퉁가바드라강까지 확장되었다. |
| 1805 |      | 바세인 조약 (1802)(1802)은 마라타와의 분쟁을 초래했다. 조약에 따라 페슈와 바지라오 2세는 푸네에 단지 영국 동인도 회사의 통제 하에 있는 명목상의 수장으로 복원되었다. 그 대가로 그는 영국이 자신의 영토에 보조군을 주둔시키는 것을 허용하고, 다른 지역 강대국과의 모든 분쟁에서 영국의 중재를 받아들이기로 동의했다. 이 협정은 마라타와의 전쟁을 피할 수 없게 만들었다. 이어진 제2차 영국-마라타 전쟁에서 데오가온 조약은 베라르가 발라소르를 포함한 카타크 지방을 할양하도록 했고, 이는 벵골과 마드라스를 연결했다. 또한, 수르지 아르잔가온 조약은 신데가 상부 두압, 라지푸트 국가 북동부의 요새와 영토, 브로치와 아흐마드나가르 지구, 그리고 아잔타 언덕 남쪽의 소유지를 포기하도록 했다. 아시르가르, 부르한푸르, 그리고 타프티 계곡의 특정 지구는 신데에게 반환되었다. 페슈와는 아흐마드나가르 요새와 지구를 받았고, 니잠은 아잔타 언덕 남쪽의 지구를 획득했다. 또한, 와르다강 서쪽과 가빌가르 요새 남쪽에 위치한 베라르 서부도 니잠에게 주어졌다. |
| 1836 |      | 최종적인 제3차 영국-마라타 전쟁 (1817년–19년) 동안, 영국은 군사적 노력에서 광범위한 성공을 거두었다. 그들은 페슈와를 성공적으로 권력에서 제거하고, 그의 영토를 몰수하며, 칸푸르 근처의 비투르에 거주하도록 강요했다. 사타라의 라자는 달하우지 시대에 최종적으로 영국의 통제 하에 들어갈 때까지 조상 영토의 작은 부분을 유지하도록 허용되었다. 신데, 홀카르, 베라르의 독립은 완전히 해체되었고, 이 국가들은 상당한 영토 감소를 겪었다. 홀카르는 라지푸타나에서 전략적으로 중요한 아지메르를 포기하도록 강요되었다. 콘칸의 해적 지도자들은 그들의 해안 영지를 포기하도록 강요되었다. 자이푸르, 조드푸르, 메와르와 같은 주요 라지푸트 국가들과 반스와라, 둥가르푸르, 파르타브가르, 자이살메르, 코타와 같은 소규모 라지푸트 국가들과도 조약이 체결되었다. 또한, 보팔, 분델칸드 주, 말와, 카티아와르에도 영국의 보호가 확대되었다. |
| 1856 |      | 영국 영토는 달하우지 통치 하에 실효 상실 교리에 따라 다음 주들을 편입하면서 확장되었다: 사타라 (1848), 잔시 북동쪽에 위치한 자이푸르 (1849), 삼발푸르 (1849), 잔시 (1853), 그리고 나가푸르 (1854). |

## 행정

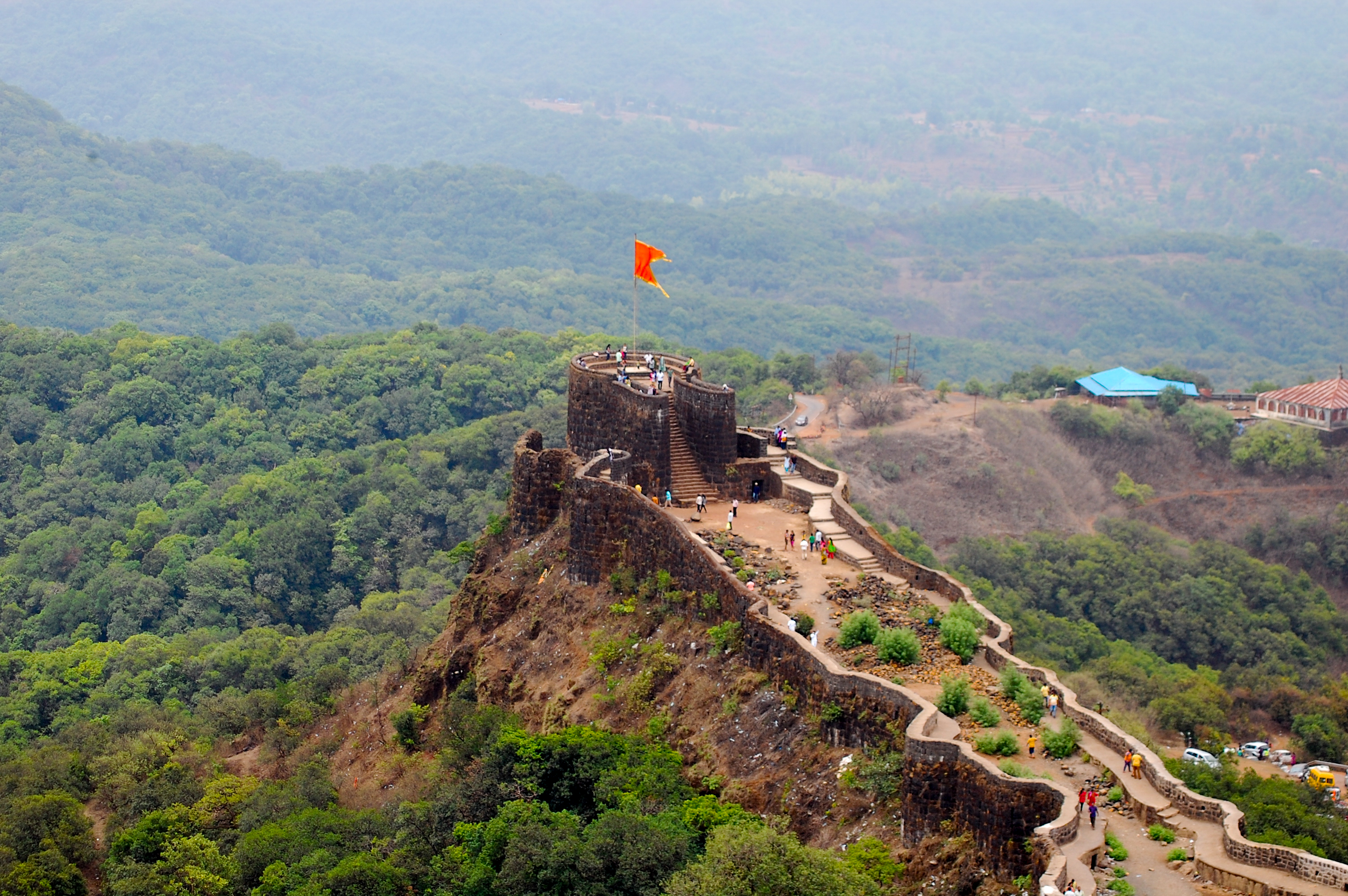
시바지가 초기 건설한 요새 중 하나인 프라탑가드 요새.

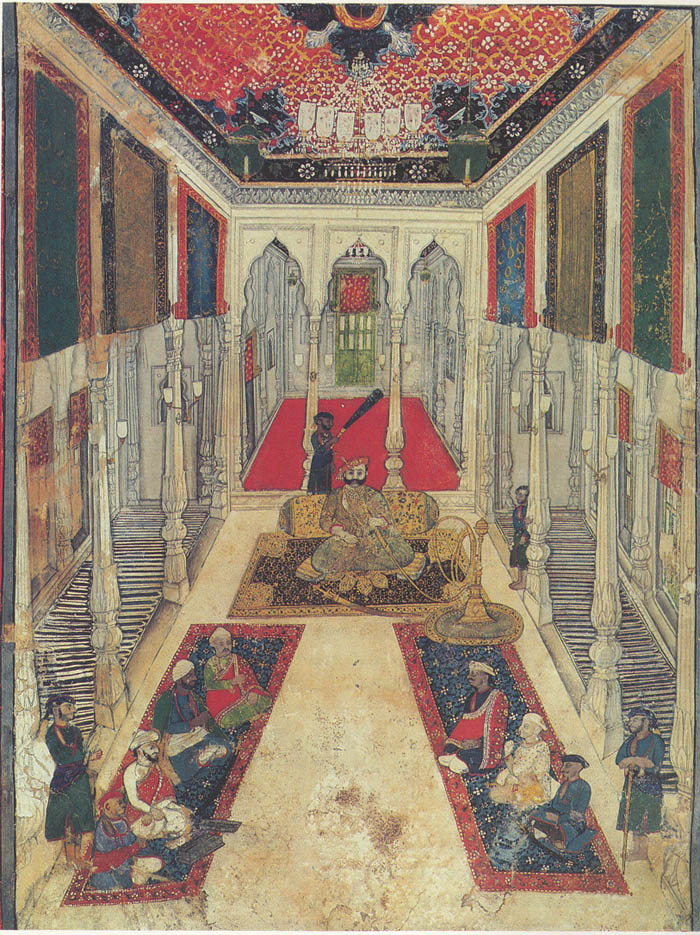
마라타 다르바르 또는 궁정.

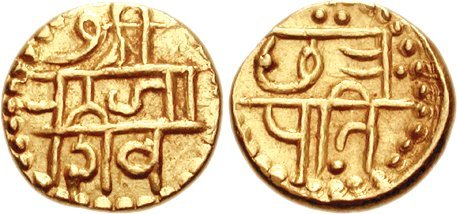
17세기, 시바지 시대에 주조된 금화.

아슈타프라단(8인 위원회)은 8명의 장관으로 구성된 평의회로, 마라타 왕국을 통치했다. 이 시스템은 시바지가 직접 고안한 것으로, 장관 직함은 산스크리트어에서 유래했으며 다음으로 구성되었다.
- 페슈와 또는 판트프라단 – 수상, 제국의 일반 행정
- 아마티야 또는 마줌다르 – 재무장관, 제국의 회계 관리[123]
- 사치브 – 비서, 황실 칙령 준비
- 만트리 – 내무장관, 특히 정보 및 첩보 등 내정 관리
- 세나파티 – 총사령관, 군대 및 제국 방위 관리
- 수만트 – 외교부 장관, 다른 군주와의 관계 관리
- 냐야디악쉬 – 대법원장, 민사 및 형사 문제에 대한 사법 처리
- 판디트라오 – 고위 성직자, 내부 종교 문제 관리
- 치트니스 – 차트라파티의 개인 비서 및 고위 작가. 때로는 페슈와 다음가는 인물로 간주되기도 하며, 아슈타 프라단 만달에는 속하지 않지만 그들과 동등한 위치를 가졌다.

성직자인 판디트라오와 사법관 냐야디샤를 제외하고는, 다른 프라단들은 모두 전임 군사 지휘관이었으며, 그들의 대리인들이 그들의 민사 업무를 수행했다. 마라타 연맹 후기에는 이 대리인들과 그들의 직원들이 페슈와 관료제의 핵심을 구성했다.
페슈와는 명목상 현대 수상직과 동등했다. 시바지는 마라타 제국이 성장하는 동안 행정 업무를 보다 효과적으로 위임하기 위해 페슈와 직위를 만들었다. 1749년 이전까지 페슈와는 8~9년간 재직하며 마라타군을 통제했다. 그들은 이후 1749년부터 1818년 제국이 끝날 때까지 마라타 제국의 사실상 세습 행정관이 되었다.
페슈와와 여러 주요 장군 및 외교관(아래 목록 참조)의 행정 하에, 마라타 제국은 인도 아대륙 대부분을 지배하며 전성기를 맞았다. 또한 마라타 제국이 1818년 영국 동인도 회사에 의해 대영 제국에 공식적으로 병합되면서 종말을 맞은 것도 페슈와 시대였다.
시바지는 내각, 외교 정책, 내부 정보와 같은 현대적 개념을 포함하는 정부를 수립한 유능한 행정가였다. 그는 효과적인 민사 및 군사 행정을 확립했다. 그는 국가와 시민 사이에 긴밀한 유대가 있다고 믿었다. 그는 정의롭고 복지 지향적인 왕으로 기억된다. 코스메 다 과르다(Cosme da Guarda)는 그에 대해 다음과 같이 말했다.
시바지가 사람들에게 베푼 선한 대우와 그가 항복 조건을 지킨 정직함은 그 누구도 사랑과 신뢰 없이 그를 바라보지 않게 할 정도였다. 그의 백성들은 그를 극도로 사랑했다. 보상과 처벌에 있어서 그는 너무나 공정하여, 살아 있는 동안 어떤 사람에게도 예외를 두지 않았다. 어떤 공로도 보상받지 못하는 일이 없었고, 어떤 죄도 처벌받지 않는 일이 없었다. 그는 이를 매우 세심하게 처리하여, 특히 자신의 장군들에게 병사들의 행동을 서면으로 보고하고, 특히 뛰어난 자들을 언급하도록 특별히 지시했으며, 그는 즉시 그들의 공로에 따라 계급이나 봉급을 승진시키도록 명령했다. 그는 용기와 선한 행동을 하는 모든 사람들에게 자연스럽게 사랑받았다.

마라타인들은 무굴 해군 선박과 유럽 무역 선박을 약탈하는 등 많은 해상 습격을 감행했다. 유럽 상인들은 이러한 공격을 해상강도로 묘사했지만, 마라타인들은 이를 합법적인 목표물로 보았다. 왜냐하면 그들이 무굴인과 비자푸르 적들과 거래하며 재정적으로 지원하고 있었기 때문이었다. 다양한 유럽 세력의 대표자들이 시바지나 그의 후계자들과 협정을 체결한 후에야 유럽인들에 대한 약탈이나 습격의 위협이 줄어들기 시작했다.

### 군대
시바지 휘하의 마라타 육군은 주로 현재의 마하라슈트라주에 해당하는 그의 제국에서 징집된 인원으로 구성된 국가군이었다. 이 군대는 하나의 최고 사령관에게 복종해야 하는 정규 장교단이 지휘하는 균일한 병력이었다. 그러나 페슈와들이 부상하면서 이 국가군은 다양한 마라타 사르다르들이 제공하는 봉신군에게 자리를 내주어야 했다. 이 새로운 마라타 육군은 균일하지 않았으며, 아랍인, 시크인, 라지푸트족, 신드인, 로힐라족, 아비시니아인, 파슈툰인, 유럽인 등 현지인과 외국 용병을 포함한 다양한 배경의 병사들을 고용했다. 예를 들어, 나나 파드나비스의 군대는 5,000명의 아랍인으로 구성되었다. 바지라오 2세의 군대에는 핀토스 음모 이후 고아에서 탈출하여 정부를 전복하려 했던 유명한 고아 귀족 가문의 호세 안토니오와 프란시스코 핀토 형제가 포함되어 있었다.

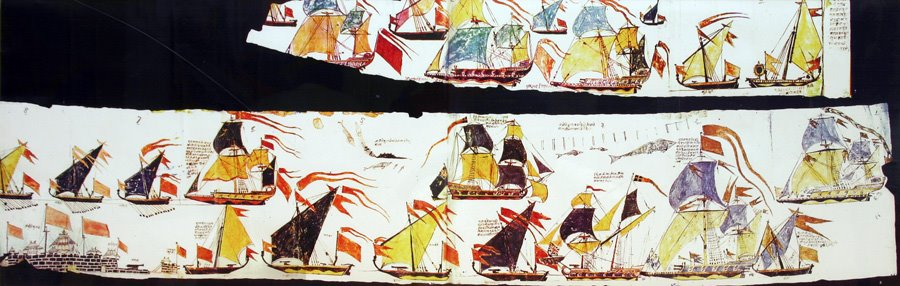

일부 역사학자들은 마라타 해군이 인도 해군의 토대를 마련하고 해상전에 중대한 변화를 가져왔다고 평가한다. 17세기 시바지의 통치 기간 동안 일련의 해상 요새와 전함이 건설되었다. 콘칸의 조선소에서 건조된 선박들은 대부분 토착 기술로 외국 지원 없이 건조되었다고 알려져 있다. 더욱이 18세기 칸호지 앙그레 제독의 통치 기간 동안, 현재의 마하라슈트라주의 서부 해안선 전체를 따라 수많은 조선소 시설이 건설되었다. 마라타인들은 해안선 전체를 항해 시설을 갖춘 해상 요새로 요새화했다. 현재 마하라슈트라주 서부 풍경을 점령하고 있는 거의 모든 산성들은 마라타인들이 건설했다. 타밀나두주의 진지 요새 개조는 특히 칭찬받았는데, 동시대 유럽 기록에 따르면 방어 요새는 유럽의 것과 일치했다.
마라타인들은 현대적인 지휘 구조를 확립하는 것보다 기술 발전을 우선시하여, 그에 따른 상충 관계를 겪었다. 그들은 숙련된 장인과 기술자로서 최신 외국 군사 기술을 성공적으로 복제했지만, 지휘의 복잡한 운영을 효과적으로 관리하고 참모 시스템의 단점을 해결하는 데 어려움을 겪었기 때문에 국가 건설자로서 통치하는 능력은 방해를 받았다. 분열된 마라타 국가는 정치적 분열로 인해 통합되지 못했고, 기술을 통해 이룬 발전은 무산되었다.

#### 아프간 기록

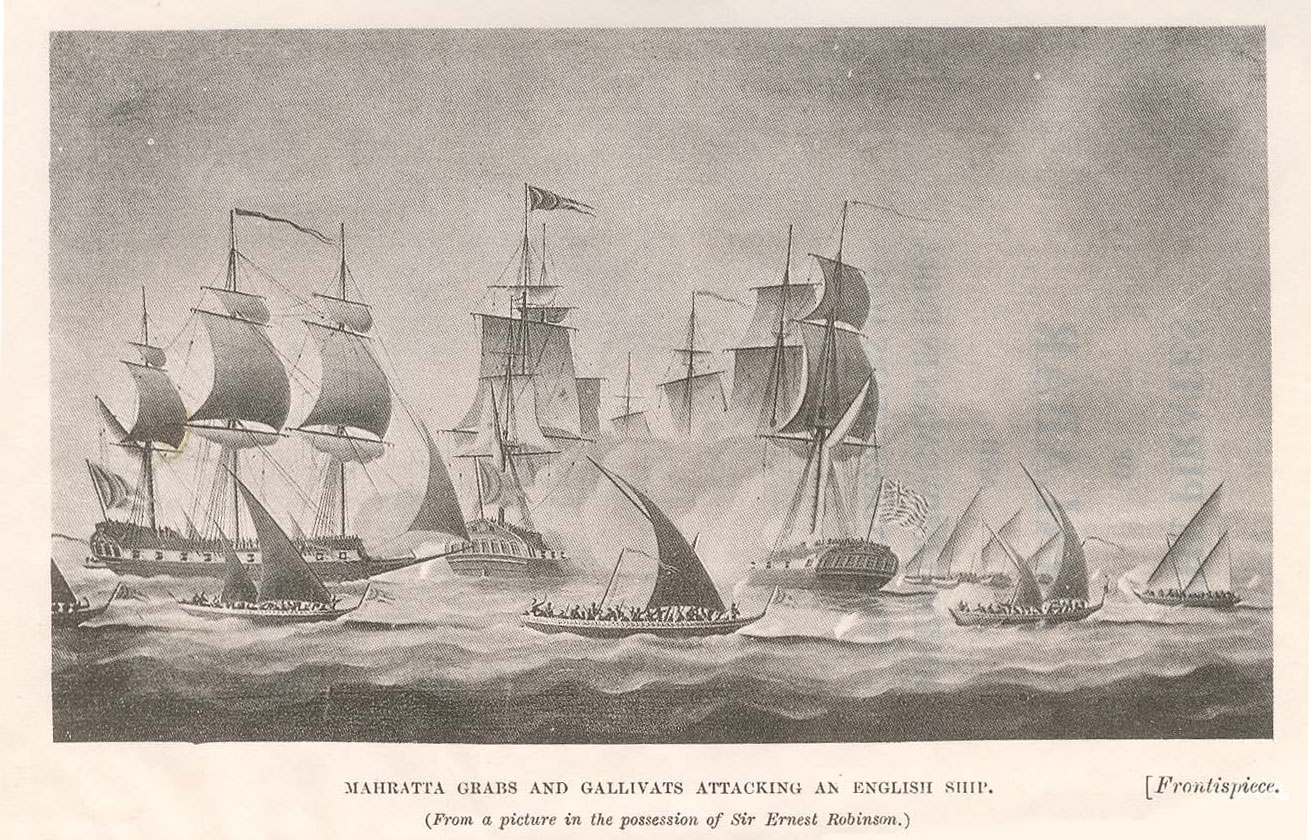
영국 동인도 회사 선박을 공격하는 마라타 구랍 선박

보병을 포함한 마라타 육군은 웰링턴 공작부터 아흐마드 샤 압달리에 이르는 마라타 제국의 거의 모든 적들에게 칭찬을 받았다. 제3차 파니파트 전투 이후 압달리는 마라타 육군이 초기 단계에서 아프간군과 그들의 인도 동맹군인 아와드 나와브와 로힐라족을 거의 궤멸시킬 뻔했기 때문에 안도했다. 두라니 제국의 대재상 사르다르 샤 왈리 칸은 마라타 총사령관 사다시브라오 바우가 두라니군 중앙에 맹렬한 공격을 가하여 두라니군 주력 지휘관 중 한 명이자 와지르 샤 왈리 칸의 조카인 하지 아타이 칸과 함께 1만 명 이상의 두라니 병사들이 사망했을 때 충격을 받았다. 마라타 보병의 백병전 공격은 너무나 맹렬하여 아프간군이 도주하기 시작했고, 와지르는 절망과 분노에 차서 "동지들이여, 어디로 도망치는가, 우리의 나라는 멀리 있다"고 외쳤다. 전투 후 아흐마드 샤 압달리는 한 인도 통치자에게 보낸 편지에서 아프간군이 마라타군에게 승리할 수 있었던 것은 전능자의 축복 때문이며, 마라타군이 두라니군과 그들의 인도 동맹군보다 수적으로 열세였음에도 불구하고 그 어떤 다른 군대도 그날 마라타군에게 파괴되었을 것이라고 주장했다. 압달리는 전투에서 승리했지만, 그의 편에서도 막대한 사상자가 발생했다. 따라서 그는 마라타와 즉각적인 평화를 추구했다. 압달리는 1761년 2월 10일 페슈와에게 보낸 편지에서 다음과 같이 썼다.
우리 사이에 적대심을 가질 이유는 없다. 그대의 아들 비스와스라오와 그대의 형제 사다시브라오는 전투에서 죽었다. 불행한 일이다. 바우가 전투를 시작했으므로 나는 어쩔 수 없이 싸워야 했다. 그러나 나는 그의 죽음에 대해 유감스럽게 생각한다. 그대들의 델리 수호는 이전처럼 계속하라. 나는 이에 반대하지 않는다. 다만 수틀라지 강까지의 펀자브만 우리와 함께 있게 하라. 샤 알람을 이전처럼 델리의 왕좌에 복위시키고 우리 사이에 평화와 우정이 있기를, 이것이 나의 간절한 소망이다. 그 소망을 들어달라.

#### 유럽 기록

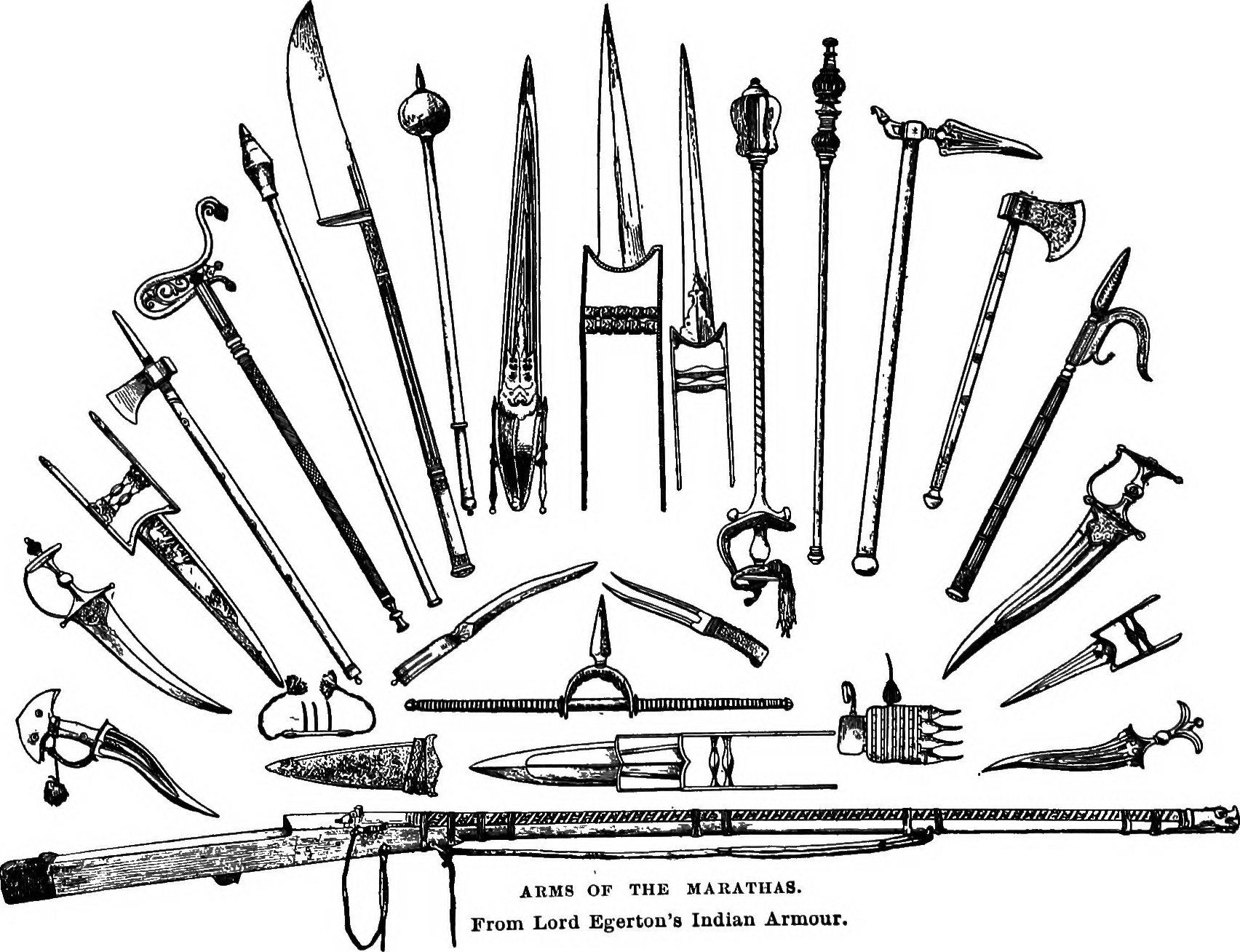
마라타 무기

마찬가지로, 아서 웰즐리, 제1대 웰링턴 공작은 마라타인들을 격파한 후, 마라타인들은 장군들의 형편없는 지휘에도 불구하고 유럽군과 동등한 수준의 정규 보병과 포병을 보유하고 있었으며, 다른 영국 장교들에게 전장에서 마라타인들을 과소평가하지 말라고 경고했다. 그는 한 영국 장군에게 다음과 같이 경고했다: "마라타 보병이 정면으로 또는 근접 백병전으로 공격하는 것을 결코 허용해서는 안 된다. 그렇게 되면 당신의 군대는 엄청난 불명예를 뒤집어쓸 것이다."
그는 마라타 전술을 다음과 같이 요약했다: 마라타인들은 작전에서 두 가지 방법을 사용한다. 그들은 주로 기병을 이용하여 적의 보급을 방해하고, 진영을 혼란스럽게 하여 후퇴하도록 강요한다. 일단 후퇴가 시작되면, 마라타인들은 보병과 강력한 포병을 풀어 적을 끈질기게 추격한다. 상대방의 보급을 차단함으로써, 그들은 행군을 서두르게 만들면서도 역공으로부터 자신들의 안전을 확신한다. 그들은 행군 중 기병으로 적을 추적하고, 적이 멈추면 보병과 대포를 사용하여 적을 포위하고 공격하여 탈출을 거의 불가능하게 만든다. 어떤 상황에서도 적이 보병으로 당신과 교전하도록 허용해서는 안 된다. 마라타인들은 강력한 포병을 가지고 있어서 그에 맞서 진영을 유지하는 것은 불가능할 것이다. 그들이 가까이 와서 공격할 준비가 되었다는 소식을 들으면, 가능한 모든 방법으로 짐을 확보하고 그들을 공격하는 것이 현명할 것이다. 어떤 대가를 치르더라도 그들이 당신의 진영을 공격하는 것을 막는 것이 중요하다.
웰즐리가 영국 수상이 되었을 때에도, 그는 마라타 보병을 세계 최고 수준 중 하나로 여기며 극도로 존경했다. 그러나 동시에 그는 종종 패배의 원인이었던 마라타 장군들의 형편없는 지휘력을 지적했다.
웰즐리 찰스 메트칼프, 인도에서 가장 유능한 영국 관리 중 한 명이자 후에 총독 대행이 된 그는 1806년에 다음과 같이 썼다: 
인도에는 영국과 마라타라는 두 개의 거대 강국밖에 없으며, 다른 모든 국가는 둘 중 하나의 영향력을 인정한다. 우리가 물러서는 모든 한 치는 그들에게 점령될 것이다.

노먼 개시는 마라타 보병이 영국 보병과 동등하다고 말했다. 1818년 제3차 영국-마라타 전쟁 이후, 영국은 마라타인들을 영국령 인도 육군에 복무할 전투종족 중 하나로 등재했다. 19세기 외교관 저스틴 셰일 경은 인도인으로 구성된 군대를 양성하는 데 있어서 프랑스령 인도군을 모방한 영국 동인도 회사에 대해 다음과 같이 언급했다.
인도 군대의 형성은 프랑스의 군사적 천재성 덕분이다. 우리 호전적인 이웃들은 인도에 토착 군대를 훈련시키고 정규 훈련된 군대로 전환하는 시스템을 처음 도입했다. 그들의 본보기는 우리에 의해 모방되었고, 그 결과가 지금 우리가 보는 것이다.

프랑스인들은 페르시아에도 동일한 군사 및 행정 능력을 전파하여, 현재 페르시아 정규군의 기원을 확립했다. 나폴레옹 대제가 이란을 자신의 보호 아래 두기로 결심했을 때, 그는 1808년 가르단 장군의 임무와 함께 여러 뛰어난 정보 장교들을 그 나라로 파견했다. 이 신사들은 아제르바이잔과 케르만샤 지방에서 작전을 시작했으며, 상당한 성공을 거두었다고 한다.— 저스틴 셰일 경 (1803년–1871년).

## 역대 군주, 행정관, 장군

### 차트라파티
- 시바지 (1630년–1680년)
- 삼바지 (1657년–1689년)
- 라자람 1세 (1670년–1700년)

사타라:
- 샤후 1세 (1708년 ~ 1749년) (삼바지의 아들인 시바지 2세라고도 불림)
- 라마라자 2세 (명목상, 라자람과 타라바이 왕비의 손자) (1749년 ~ 1777년)
- 샤후 2세 (1777년 ~ 1808년)
- 프라탑 싱 ({1808년 ~ 1839년) – 그의 왕국 주권의 일부를 회사에 할양하는 조약을 동인도 회사와 체결했다.[142]

콜하푸르:
- 타라바이 (1675년–1761년) (라자람의 아내) 아들 시바지 2세의 이름으로 통치
- 시바지 2세 (1700년–1714년)
- 삼바지 2세 (1714년–1760년) – 이복형제 시바지 2세를 폐위시키고 권력을 잡았다.
- 시바지 3세 (1760년–1812년) (칸윌카르 가문에서 입양됨)

### 페슈와
- 모로판트 트림바크 핑갈레 (1657년–1683년)
- 닐칸트 모레슈와르 핑갈레 (1683년–1689년)
- 람찬드라 판트 아마티야 (1689년–1708년)
- 바히로지 핑갈레 (1708년–1711년)
- 파르슈람 트림바크 쿨카르니 (1711년–1713년)

#### 바트 가문의 페슈와
발라지 비슈와나트 이후, 실제 권력은 점차 푸네에 본거지를 둔 바트 가문 페슈와들에게로 넘어갔다.
- 발라지 비슈와나트 (1713년–1720년)
- 바지라오 (1720년–1740년)
- 발라지 바지라오 (1740년 7월 4일 – 1761년 6월 23일) (1721년 12월 8일 출생, 1761년 6월 23일 사망)
- 마다브라오 페슈와 (1761년 – 1772년 11월 18일) (1745년 2월 16일 출생, 1772년 11월 18일 사망)
- 나라얀라오 바지라오 (1772년 12월 13일 – 1773년 8월 30일) (1755년 8월 10일 출생, 1773년 8월 30일 사망)
- 라구나트라오 (1773년 12월 5일 – 1774년) (1734년 8월 18일 출생, 1783년 12월 11일 사망)
- 사와이 마다바 라오 2세 나라얀 (1774년 – 1795년 10월 27일) (1774년 4월 18일 출생, 1795년 10월 27일 사망)
- 바지라오 2세 (1796년 12월 6일 – 1818년 6월 3일) (1851년 1월 28일 사망)

### 마라타 연맹의 연방 가문들
- 인도르국의 홀카르
- 신데 괄리오르국의 신데
- 가에크와드 바로드국의 가에크와드
- 나가푸르국의 본살레
- 탄자부르 마라타 왕국의 본살레
- 데와스와 다르 (인도)의 파와르
- 파트와르단
- 잘가온, 아라드가온의 보이테
- 잔시국의 뉴발카르
- 빈추르의 빈추르카르

## 같이 보기
- 마라타 연맹 관련 전투 목록
- 마라타 칭호
- 마라타 요새 시스템

### 설명주
1. ↑  바지라오가 아버지의 뒤를 이어 페슈와가 되었다. 그의 아들, 손자, 증손자가 그를 계승했다. 이들은 치트파반 브라만이었다.[20]

1. ↑  (/məˈrɑːtə/[1][2][3] mr)
2. ↑  
  - 마라티어: मराठा साम्राज्य
  - 벵골어: মারাঠা সাম্রাজ্য
  - 칸나다어: ಮರಾಠಾ ಸಾಮ್ರಾಜ್ಯ
  - 페르시아어: امپراتوری مراتا
  - 영어: Maratha Empire 마라타 엠파이어[*], 영어: Maratha Confederacy 마라타 컨페더러시[*]
  - 중국어: 馬拉塔帝國 마랍탑제국[*]
3. ↑  1737년부터 1761년까지는 페슈와가, 1771년부터 1803년까지는 신데가 통제했다

### 참조주
1. ↑  Upton, Clive; Kretzschmar, William A. (2017). 《The Routledge dictionary of pronunciation for current English》 2판. London; New York: Routledge. 803쪽. ISBN 978-1-138-12566-7.
2. ↑  Bollard, John K., 편집. (1998). 《Pronouncing dictionary of proper names: pronunciations for more than 28,000 proper names, selected for currency, frequency, or difficulty of pronunciation》 2판. Detroit, Mich: Omnigraphics. 633쪽. ISBN 978-0-7808-0098-4.
3. ↑  Upton, Clive; Kretzschmar, William A.; Konopka, Rafal (2001). 《The Oxford dictionary of pronunciation for current English》. Oxford: Oxford University Press. 622쪽. ISBN 978-0-19-863156-9. OCLC 46433686.
4. ↑  O'Hanlon, Rosalind (2016), 〈Maratha Empire〉, 《The Encyclopedia of Empire》 (영어), John Wiley & Sons, Ltd, 1–7쪽, doi:10.1002/9781118455074.wbeoe357, ISBN 978-1-118-45507-4
5. ↑  Guha, Sumit (2019년 12월 23일), 〈The Maratha Empire〉, 《Oxford Research Encyclopedia of Asian History》 (영어), ISBN 978-0-19-027772-7
6. ↑  Vendell, Dominic (2021년 11월 26일). 《Transacting Politics in the Maratha Empire: An Agreement between Friends, 1795》. 《Journal of the Economic and Social History of the Orient》 64. 826–863쪽. doi:10.1163/15685209-12341554. hdl:10871/125607. ISSN 1568-5209. The secretaries Sridhar Lakshman and Krishnarao Madhav managed the communications of the Maratha ruler at Nagpur, while their partner, the merchant-moneylender Baburao Viswanath Vaidya, was the envoy of the Pune-based Peshwa, a powerful Brahmin minister and leader of the allied states comprising the Maratha Empire.
7. ↑  Kumar, Ravinder (2013). 《Western India in the Nineteenth Century: A Study in the Social History of Maharashtra》. Routledge. ISBN 978-1-135-03146-6. Prominent among these chiefs were the Bhonsles who established themselves in Nagpur; the Scindhias who gained control of Gwalior; the Gaekwads who set themselves up in Baroda; and the Holkars who seized hold of Indore. Between the Peshwas and the Maratha chiefs there subsisted a relationship which it is most difficult to define. The chiefs were to all intents and purposes independent, yet they recognised the Peshwa as the head of the Maratha polity
8. ↑  Kantak (1993), 24쪽.
9. ↑  Pagdi (1993), 98쪽: Shivaji's coronation and setting himself up as a sovereign prince symbolises the rise of the Indian people in all parts of the country. It was a bid for Hindavi Swarajya (Indian rule), a term in use in Marathi sources of history.
10. 1 2  Jackson (2005), 38쪽.
11. ↑  Osborne, Eric W. (2020년 7월 3일). 《The Ulcer of the Mughal Empire: Mughals and Marathas, 1680–1707》. 《Small Wars & Insurgencies》 31. 988–1009쪽. doi:10.1080/09592318.2020.1764711. ISSN 0959-2318. S2CID 221060782.
12. ↑  Clingingsmith, David; Williamson, Jeffrey G. (2008년 7월 1일). 《Deindustrialization in 18th and 19th century India: Mughal decline, climate shocks and British industrial ascent》. 《Explorations in Economic History》 (영어) 45. 209–234쪽. doi:10.1016/j.eeh.2007.11.002. ISSN 0014-4983.
13. ↑  Kantak, M.R. (1978). 《The Political Role of Different Hindu Castes and Communities in Maharashtra in the Foundation of the Shivaji's Swarajya》. 《Bulletin of the Deccan College Research Institute》 38. 44쪽. JSTOR 42931051.
14. ↑  Sen, Sailendra (1994). 《Anglo-Maratha Relations, 1785–96》 2. Popular Prakashan. ISBN 978-81-7154-789-0. While the distracted Maratha kingdom of Aurangzeb's later ycars was fighting for survival, none could foresee that the insignificant British settlements of Bombay, Madras and Calcutta would one day become the political and economic bases of a vast empire.
15. ↑  Garg, Sanjay (2022). 《The Raj and the Rajas : Money and Coinage in Colonial India》. Taylor & Francis. ISBN 978-1-000-82889-4. From the Mughal point of view, the hostilities between the Company Bahadur and the Marathas could appear as a troublesome contest for power between the Imperial Diwan of Bengal and the Vakil-i Mutlaq or Imperial Regent. The actual participants of course were considerably more cynical of the position of the Emperor, both the English and Scindia treating their suzerain lord with scant respect..The paramount position of the Mughal within the rituals of supreme and sovereign authority may be amply demonstrated by reference to the coins of the late eighteenth and early nineteenth centuries. Following the doctrine of khutba and sikka, new claimants to hegemony could be expected to be revealed on the coins of different jurisdictions. Yet for much of India they are not to be found. Reference to the graph at the end of this paper will confirm that both the Marathas and the British coined in the name of the Mughal.
16. ↑  Mehta 2005: "Vishwanath consolidated the Maratha power in the Deccan and led an expeditionary force to Delhi (1718–19) as an ally of the Sayyad brothers. He made the Maratha presence felt at the metropolis for the first time, secured the release of Shahu's family members from Mughal captivity, and obtained the confirmation of the Mughal-Maratha Treaty of 1718 from the emperor. This treaty, by which Shahu accepted the nominal suzerainty of the Mughal Crown in return for his right to collect chauth and sardeshmukhi from all the six provinces of 'the Mughal Deccan'...Delhi became the hub of Maratha political and military activities with effect from 1752, and they used the Mughal emperor as a mere tool in their hands to wield the imperial powers in his name and under his nominal suzerainty."
17. ↑  Chaurasia, R. S. (2004). 《History of the Marathas》. Atlantic Publishers & Dist, 2004. X Preface쪽. ISBN 9788126903948. ..... a formidable confederacy was formed by Maratha diplomats during the first Maratha war.........the Peshwa was made Vakil-i-mutlak and Mahadaji Scindhia deputy Vakil-i-mutlak and the real control of Delhi passed into the hands of Mahadaji Scindhia
18. ↑  Chaurasia (2004), 12쪽. sfnp 오류: 여러 대상 (2×): CITEREFChaurasia2004 (도움말)
19. ↑  Vincent A. Smith (1981). 《The Oxford History of India, Edited by Percival Spear》. Oxford University Press. 492쪽. We have seen that the Marathas rather than the Persians or Afghans were the successors of the Mughuls as the holders of imperial power. The Persian attempt proved to be nothing more than a high-sounding raid while the Afghans of Ahmad Shah Abdali lacked the resources to sustain and the genius to exploit their victory. The Maratha succession proved to be an abortive one, but they controlled a larger part of India for a longer period than anyone else during the Anglo-Mughul interregnum
20. ↑  Gokhale, Sandhya (2008). 《The Chitpavans: Social Ascendancy of a Creative Minority in Maharashtra, 1818–1918》 (영어). Shubhi Publications. 82쪽. ISBN 978-81-8290-132-2.
21. ↑  Ghosh, D.K. Ed. 《A Comprehensive History Of India Vol. 9》. 512–523쪽.
22. ↑  New Cambridge History of India. 《The Marathas – Cambridge History of India (Vol. 2, Part 4)》.
23. ↑  “Maratha confederacy | Maratha Empire, Peshwa, Shivaji | Britannica”. 《www.britannica.com》 (영어). 2025년 4월 24일에 확인함. The effective control of the peshwas ended with the great defeat of Panipat (1761) at the hands of the Afghans and the death of the young peshwa Madhav Rao I in 1772. Thereafter the Maratha state was a confederacy of five chiefs under the nominal leadership of the peshwa at Poona (now Pune) in western India. Though they united on occasion, as against the British (1775–82), more often they quarreled.
24. ↑  Goswami, Arunansh (2023년 12월 1일). “Maharaja's German: Anthony Pohlmann in India. | EBSCOhost”. 《openurl.ebsco.com》 (영어). 2025년 5월 16일에 확인함.
25. ↑  “Rajas of Maratha Confederacy”. 《Britannica History》. 2024년 10월 17일에 확인함.
26. ↑  Mehta (2005), 204쪽.
27. 1 2  Sen (2010), 16쪽.
28. ↑  Ramusack (2004), 35쪽.
29. ↑  Jones (1974), 25쪽.
30. ↑  Gokhale (1988), 112쪽.
31. ↑  Gordon, Stewart (1993). The Marathas 1600–1818. Cambridge University Press. pp. 178–195. ISBN 978-0-521-26883-7.
32. ↑  Kulkarni, A.R. (2008). "Military Organization of the Marathas". Proceedings of the Indian History Congress, 69: 417–425.
33. ↑  Wink, André (1986). Land and Sovereignty in India: Agrarian Society and Politics under the Eighteenth-century Maratha Svarajya. Cambridge University Press. pp. 33–34. ISBN 978-0-521-05180-4.
34. 1 2  Pearson (1976), 221–235쪽.
35. ↑  Vartak (1999), 1126–1134쪽.
36. ↑  Kantak (1993), 18쪽.
37. ↑  Mehta (2005), 707쪽: quote: It explains the rise to power of his Peshwa (prime minister) Balaji Vishwanath (1713–20) and the transformation of the Maratha Kingdom into a vast realm, by the collective action of all the Maratha stalwarts.
38. ↑  Richards (1995), 12쪽.
39. ↑  Mehta (2005).
40. ↑  Mehta (2005), 50쪽.
41. ↑  Richards (1995), 223쪽.
42. ↑  Mehta (2005), 53, 706쪽.
43. 1 2  Sen (2010), 11쪽.
44. ↑  Mehta (2005), 81쪽.
45. ↑  Mehta (2005), 101–103쪽.
46. ↑  Mehta (2005), 39쪽.
47. 1 2  Sen (2010), 12쪽.
48. ↑  Agrawal (1983), 24, 200–202쪽.
49. ↑  Mehta (2005), 492–494쪽.
50. ↑  Montgomery (1972), 132쪽.
51. ↑  Mehta (2005), 117쪽.
52. ↑  Sen (2006), 12쪽.
53. 1 2  Sen (2006).
54. ↑  Sen (2010), 23쪽.
55. ↑  Sen (2010), 13쪽.
56. ↑  Mehta (2005), 202쪽.
57. 1 2  Sen (2010), 15쪽.
58. ↑  Sarkar (1991).
59. ↑  Chaudhuri (2006), 253쪽.
60. 1 2 3  Marshall (2006), 72쪽.
61. 1 2  Gupta, Hari Ram (1999). 〈Role of the Sikhs in Delhi as Compared with Others〉. 《History of the Sikhs: Sikh domination of the Mughal Empire, 1764-1803》. Munshiram Manoharlal Publishers. 353,364쪽. ISBN 978-81-215-0213-9.
62. 1 2  Roy (2004), 80–81쪽.
63. 1 2 3 4  Agrawal (1983), 26쪽.
64. ↑  Mehta (2005), 140쪽.
65. ↑  Mehta (2005), 274쪽.
66. ↑  Turchin, Adams & Hall (2006), 223쪽.
67. ↑  Mehta (2005), 458쪽.
68. 1 2 3  Rathod (1994), 8쪽.
69. 1 2  Farooqui (2011), 334쪽.
70. ↑  Edwin Thomas Atkinson (1875). 《Statistical, Descriptive and Historical Account of the North-western Provinces of India: Meerut division. 1875–76》. Printed at the North-western Provinces' Government Press. 88쪽.
71. ↑  The Great Maratha Mahadji Scindia by N.G. Rathod, pp. 8–9[{{{설명}}}]
72. ↑  Poonam Sagar (1993). 《Maratha Policy Towards Northern India》. Meenakshi Prakashan. 158쪽.
73. ↑  Jos J.L. Gommans (1995). 《The Rise of the Indo-Afghan Empire: c. 1710–1780》. Brill. 178쪽.
74. ↑  A.C. Banerjee; D.K. Ghose, 편집. (1978). 《A Comprehensive History of India: Volume Nine (1712–1772)》. Indian History Congress, Orient Longman. 60–61쪽.
75. ↑  Sailendra Nath Sen (1998). 《Anglo-Maratha relations during the administration of Warren Hastings 1772–1785》 1. Popular Prakashan. 7–8쪽. ISBN 978-81-7154-578-0.
76. ↑  Chaurasia, Radhey Shyam (1947). 《History of Modern India: 1707 A.D. up to 2000 A.D.》.
77. 1 2  Stewart (1993), 158쪽.
78. ↑  Mahrattas, Sikhs and Southern Sultans of India: Their Fight Against Foreign (2001)
79. ↑  Kadiyan, Chand Singh (2019년 6월 26일). 《Panipat in History: A Study of Inscriptions》. 《Proceedings of the Indian History Congress》 64. 403–419쪽. JSTOR 44145479.
80. ↑  Mittal (1986), 13쪽.
81. ↑  Rathod (1994), 95쪽.
82. ↑  Sampath (2008), 238쪽.
83. ↑  Rathod (1994), 30쪽.
84. ↑  Sen (2010), 83쪽: "By Mahadji Shinde's treaty of 1785 with the Sikhs, Maratha influence had been established over the divided Cis-Sutlej states. But at the end of the second Maratha war in 1806 that influence had been pass over to the British."
85. ↑  Ahmed, Farooqui Salma (2011). 《A Comprehensive History of Medieval India: From Twelfth to the Mid ... – Farooqui Salma Ahmed, Salma Ahmed Farooqui》. Pearson Education India. ISBN 9788131732021. 2012년 7월 21일에 확인함 – Google Books 경유.
86. 1 2  Chaurasia (2004), 13쪽. sfnp 오류: 여러 대상 (2×): CITEREFChaurasia2004 (도움말)
87. ↑  Wellesley, 아서 (1837). 《The Despatches, Minutes, and Correspondance, of the Marquess Wellesley, K.G. During His Administration in India》. 264–267쪽.
88. ↑  Wellesley, 아서 (1859). 《Supplementary Despatches and Memoranda of Field Marshal Arthur, Duke of Wellington, K.G.: India, 1797–1805》 I. 269–279, 319쪽. "ART VI Scindiah to renounce all claims the Seik chiefs or territories" (p. 318)
89. ↑  Rathod (1994), 106쪽.
90. ↑  Kulakarṇī (1996).
91. ↑  Sarkar (1994).
92. 1 2  Majumdar (1951b).
93. ↑  Barua (2005), 91쪽.
94. ↑  Stewart Gordon (1993). 《The Marathas – Cambridge History of India (Vol. 2, Part 4)》. Cambridge: Cambridge University Press. 169–171쪽. ISBN 9781139055666.
95. ↑  Hasan (2005), 105–107쪽.
96. ↑  Naravane (2006), 175쪽.
97. ↑  Anglo-Maratha relations, 1785–96
98. ↑  Imperial Gazetteer of India vol. III 1907, 502쪽
99. ↑  Sen, Surendranath (1928). 《Military System of the Marathas: With a Brief Account of Their Maritime Activities》. Book Company Limited, 1928. 159쪽. This picture may or may not have been overdrawn, but it should be remembered that the offenders were the Pendharis and the Purvias, and not Marathas.
100. ↑  Cooper (2003).
101. 1 2  Cooper (2003), 69쪽.
102. ↑  Kadam, Umesh Ashok (2016). 〈The Maratha Court and the Embassies of Saint-Lubin and M. Montigny: A Truce towards Cordial Relations〉.   Malekandathil, Pius. 《The Indian Ocean in the Making of Early Modern India》. Routledge. doi:10.4324/9781315276809. ISBN 978-1-315-27680-9. 2023년 8월 30일에 확인함.
103. ↑  “Battle of Wadgaon, Encyclopædia Britannica”. 2022년 6월 23일에 원본 문서에서 보존된 문서. 2022년 6월 23일에 확인함.
104. ↑  Charles Augustus Kincaid, Dattātraya Baḷavanta Pārasanīsa (1925). 《A History of the Maratha People: From the death of Shahu to the end of the Chitpavan epic》 reprint판. S. Chand, 1925. 194쪽.
105. ↑  Capper (1997), 28쪽.
106. ↑  Prakash (2002), 300쪽.
107. ↑  Nayar (2008), 64쪽.
108. ↑  Trivedi & Allen (2000), 30쪽.
109. ↑  United States Court of Customs and Patent Appeals (1930), 121쪽.
110. ↑  Black (2006), 77쪽.
111. ↑  Lindsay (1967), 556쪽.
112. ↑  Saini & Chand (n.d.), 97쪽.
113. ↑  Sen (2006), 13쪽.
114. ↑  Roy (2011), 103쪽.
115. 1 2  Davies, Cuthbert Collin (1959). 《An Historical Atlas of the Indian Peninsula》. Oxford University Press. 48쪽. ISBN 978-0-19-635139-1.
116. ↑  Davies, Cuthbert Collin (1959). 《An Historical Atlas of the Indian Peninsula》. Oxford University Press. 50쪽. ISBN 978-0-19-635139-1.
117. ↑  Davies, Cuthbert Collin (1959). 《An Historical Atlas of the Indian Peninsula》. Oxford University Press. 52쪽. ISBN 978-0-19-635139-1.
118. ↑  Davies, Cuthbert Collin (1959). 《An Historical Atlas of the Indian Peninsula》. Oxford University Press. 54쪽. ISBN 978-0-19-635139-1.
119. ↑  Davies, Cuthbert Collin (1959). 《An Historical Atlas of the Indian Peninsula》. Oxford University Press. 58쪽. ISBN 978-0-19-635139-1.
120. ↑  Davies, Cuthbert Collin (1959). 《An Historical Atlas of the Indian Peninsula》. Oxford University Press. 60쪽. ISBN 978-0-19-635139-1.
121. ↑  Davies, Cuthbert Collin (1959). 《An Historical Atlas of the Indian Peninsula》. Oxford University Press. 66쪽. ISBN 978-0-19-635139-1.
122. ↑  Sardesai (2002).
123. ↑  “Introduction to Rise of the Maratha”. 《Krishna Kanta Handiqui State Open University》. 2018년 9월 5일에 확인함.
124. ↑  Singh (1998), 93쪽.
125. ↑  Kar (1980), [쪽 번호 필요]쪽.
126. ↑  Majumdar (1951b), 512쪽.
127. ↑  “Noted Goans during Peshwe era in Pune-3: 2 Goans follow illustrious kin”.
128. ↑  “Goan colonel decorated in the Maratha army”.
129. ↑  Bhave (2000), 28쪽.
130. ↑  Sridharan (2000), 43쪽.
131. ↑  Kantak (1993), 10쪽.
132. ↑  Cooper, Randolf G.S. (1989). 《Wellington and the Marathas in 1803》. 《The International History Review》 11 (Taylor & Francis, Ltd.). 38쪽. doi:10.1080/07075332.1989.9640499. ISSN 0707-5332. JSTOR 40105953. S2CID 153841517. 2023년 7월 15일에 확인함.
133. 1 2  Gash, Norman (1990). 《Wellington》. Manchester University Press. 17쪽. ISBN 978-0-7190-2974-5.
134. ↑  Sarkar (1950), 245쪽.
135. ↑  Singh (2011), 213쪽.
136. ↑  Sardesai (1935):이 편지의 출처 – Peshwe Daftar letters 2.103, 146; 21.206; 1.202, 207, 210, 213; 29, 42, 54, and 39.161. Satara Daftar – document number 2.301, Shejwalkar's Panipat, p. 99. Moropanta's account – 1.1, 6, 7
137. 1 2  Lee (2011), 85쪽.
138. ↑  Cooper, Randolf G.S. (1989). 《Wellington and the Marathas in 1803》. 《The International History Review》 11 (Taylor & Francis, Ltd.). 34쪽. doi:10.1080/07075332.1989.9640499. ISSN 0707-5332. JSTOR 40105953. S2CID 153841517. 2023년 7월 15일에 확인함.
139. ↑  Metcalfe (1855).
140. ↑  Nehru (1946).
141. ↑  Sheil & Sheil (1856).
142. ↑  Kulkarni (1995), 21쪽.

## 참고 문헌
- Agrawal, Ashvini (1983). 《Studies in Mughal History》. Motilal Banarsidass. ISBN 81-208-2326-5.
- Barua, Pradeep (2005). 《The State at War in South Asia》. University of Nebraska Press. ISBN 0-8032-1344-1.
- Bhave, Y. G. (2000). 《From the Death of Shivaji to the Death of Aurangzeb: The Critical Years》. Northern Book Centre. ISBN 978-81-7211-100-7.
- Black, Jeremy (2006). 《A Military History of Britain: from 1775 to the Present》. Westport, Conn.: Greenwood Publishing Group. ISBN 978-0-275-99039-8.
- Capper, John (1997). 《Delhi, the Capital of India》. Asian Educational Services. ISBN 978-81-206-1282-2.
- Chaurasia, R.S. (2004). 《History of the Marathas》. New Delhi: Atlantic. ISBN 978-81-269-0394-8.
- Chaudhuri, Kirti N. (2006). 《The Trading World of Asia and the English East India Company: 1660–1760》. 케임브리지 대학교 출판부. ISBN 978-0-521-03159-2.
- Cooper, Randolf G.S. (2003). 《The Anglo-Maratha Campaigns and the Contest for India: The Struggle for Control of the South Asian Military Economy》. 케임브리지 대학교 출판부. ISBN 978-0-521-82444-6.
- Farooqui, Salma Ahmed (2011). 《A Comprehensive History of Medieval India: Twelfth to the Mid-Eighteenth Century》. Pearson Education India. ISBN 978-81-317-3202-1.
- Gokhale, Balkrishna Govind (1988). 《Poona in the eighteenth century: an urban history》. Oxford University Press. ISBN 978-0-19-562137-2.
- Hasan, Mohibbul (2005). 《History of Tipu Sultan》. Delhi: Aakar Books. ISBN 978-81-87879-57-2.
- Hatalkar, V.G. (1958). 《Relations Between the French and the Marathas: 1668–1815》. T.V. Chidambaran.
- Imperial Gazetteer of India vol. III (1907), 《The Indian Empire, Economic (Chapter X: Famine, pp. 475–502)》, Published under the authority of His Majesty's Secretary of State for India in Council, Oxford at the Clarendon Press. Pp. xxx, 1 map, 552.
- Jackson, William Joseph (2005). 《Vijayanagara voices: exploring South Indian history and Hindu literature》. Ashgate Publishing, Ltd. ISBN 978-0-7546-3950-3.
- Jones, Rodney W. (1974). 《Urban Politics in India: Area, Power, and Policy in a Penetrated System》. University of California Press. 25쪽. ISBN 978-0-520-02545-5.
- Kantak, M. R. (1993). 《The First Anglo-Maratha War, 1774–1783: A Military Study of Major Battles》. Popular Prakashan. ISBN 978-81-7154-696-1.
- Kar, H. C. (1980). 《Military history of India》. Calcutta: Firma KLM. 2020년 8월 9일에 확인함.
- Kulakarṇī, A. Rā (1996). 《Marathas and the Marathas Country: The Marathas》. Books & Books. ISBN 978-81-85016-50-4.
- Kulkarni, Sumitra (1995). 《The Satara Raj, 1818–1848: A Study in History, Administration, and Culture》. Mittal Publications. ISBN 978-81-7099-581-4.
- Lee, Wayne (2011). 《Empires and Indigenes: Intercultural Alliance, Imperial Expansion, and Warfare in the Early Modern World》. NYU Press. ISBN 978-0-8147-6527-2.
- Lindsay, J.O., 편집. (1967). 《The New Cambridge Modern History》. VII The Old Regime 1713–63. Cambridge: University Press.
- Majumdar, Ramesh Chandra (1951b). 《The History and Culture of the Indian People》. Vol. 8 The Maratha Supremacy. Mumbai: 바라티야 비디야 바반 교육 트러스트.
- Marshall, P. J. (2006). 《Bengal: The British Bridgehead: Eastern India 1740–1828》. 케임브리지 대학교 출판부. ISBN 978-0-521-02822-6.
- Metcalfe, Charles Theophilus (1855).  Kaye, John William, 편집. 《Selections from the Papers of Lord Metcalfe: Late Governor-General of India, Governor of Jamaica, and Governor-General of Canada》. London: Smith, Elder and Co.
- Mehta, Jaswant Lal (2005). 《Advanced Study in the History of Modern India 1707–1813》. Sterling. ISBN 978-1-932705-54-6.
- Mittal, Satish Chandra (1986). 《Haryana: A Historical Perspective》. New Delhi: Atlantic.
- Montgomery, Bernard Law (1972). 《A Concise History of Warfare》. Collins. ISBN 9780001921498.
- Naravane, M.S. (2006). 《Battles of the Honourable East India Company: Making of the Raj》. New Delhi: APH Publishing. ISBN 978-81-313-0034-3.
- Nayar, Pramod K. (2008). 《English Writing and India, 1600–1920: Colonizing Aesthetics》. Routledge. ISBN 978-1-134-13150-1.
- Nehru, Jawaharlal (1946). 《Discovery of India》. Delhi: Oxford University Press.
- Pagdi, Setumadhavarao S. (1993). 《Shivaji》. National Book Trust. 21쪽. ISBN 81-237-0647-2.
- Pearson, M.N. (February 1976). 《Shivaji and the Decline of the Mughal Empire》. 《The Journal of Asian Studies》 35. 221–235쪽. doi:10.2307/2053980. JSTOR 2053980. S2CID 162482005.
- Prakash, Om (2002). 《Encyclopaedic History of Indian Freedom Movement》. New Delhi: Anmol Publications. ISBN 978-81-261-0938-8.
- Ramusack, Barbara N. (2004). 《The Indian Princes and their States》. 뉴 케임브리지 인도 역사. 케임브리지 대학교 출판부. ISBN 978-1-139-44908-3.
- Rathod, N.G. (1994). 《The Great Maratha Mahadaji Scindia》. New Delhi: Sarup & Sons. ISBN 978-81-85431-52-9.
- Richards, John F. (1995). 《The Mughal Empire》. Cambridge University Press. ISBN 978-0-521-56603-2.
- Roy, Kaushik (2011). 《War, Culture and Society in Early Modern South Asia, 1740–1849》. Taylor & Francis. ISBN 978-1-136-79087-4.
- Roy, Kaushik (2004). 《India's Historic Battles: From Alexander the Great to Kargil》. Orient Blackswan. ISBN 978-81-7824-109-8.
- Saini, A.K; Chand, Hukam (n.d.). 《History of Medieval India》. New Delhi: Anmol Publications. ISBN 978-81-261-2313-1.
- Sampath, Vikram (2008). 《Splendours of Royal Mysore》 Paperback판. Rupa & Company. ISBN 978-81-291-1535-5.
- Sardesai, Govind Sakharam (1935). 《A History of Modern India ...: Marathi Riyasat》 2.
- Sardesai, H.S. (2002). 《Shivaji, the great Maratha》. Cosmo Publications. ISBN 978-81-7755-286-7.
- Sarkar, Jadunath (1950). 《Fall of the Mughal Empire: 1754–1771. (Panipat)》 2 2판. M.C. Sarkar.
- Sarkar, Jadunath (1991). 《Fall of the Mughal Empire》 I 4판. Orient Longman. ISBN 978-81-250-1149-1.
- Sarkar, Jadunath (1994). 《A History of Jaipur: C. 1503–1938》. Orient Blackswan. ISBN 978-81-250-0333-5.
- Sen, S.N (2006). 《History Modern India》 3판. The New Age. ISBN 978-81-224-1774-6.
- Sen, Sailendra Nath (2010). 《An Advanced History of Modern India》. Macmillan India. 1941–쪽. ISBN 978-0-230-32885-3.
- Sheil, Lady Mary Leonora Woulfe; Sheil, Sir Justin (1856). 《Glimpses of Life and Manners in Persia》. 존 머레이.
- Singh, Harbakhsh (2011). 《War Despatches: Indo-Pak Conflict 1965》. Lancer. ISBN 978-1-935501-29-9.
- Singh, U.B. (1998). 《Administrative System in India: Vedic Age to 1947》. APH Publishing. 93쪽. ISBN 978-81-7024-928-3.
- Stewart, Gordon (1993). 《The Marathas 1600–1818》. 뉴 케임브리지 인도 역사. II . 4. 케임브리지 대학교 출판부. ISBN 978-0-521-03316-9.
- Trivedi, Harish; Allen, Richard (2000). 《Literature and Nation》. Psychology Press. ISBN 978-0-415-21207-6.
- Turchin, Peter; Adams, Jonathan M.; Hall, Thomas D. (2006). 《East-West Orientation of Historical Empires and Modern States》. 《Journal of World-Systems Research》 12. 219–229쪽. doi:10.5195/JWSR.2006.369. ISSN 1076-156X.
- Sridharan, K. (2000). 《Sea: Our Saviour》. Taylor & Francis. ISBN 978-81-224-1245-1.
- United States Court of Customs and Patent Appeals (1930), 《Court of Customs and Patent Appeals Reports》 18, Washington: Supreme Court of the United States, OCLC 2590161
- Vartak, Malavika (1999년 5월 14일). 《Shivaji Maharaj: Growth of a Symbol》. 《Economic and Political Weekly》 34. 1126–1134쪽. JSTOR 4407933.

## 더 읽어보기
- Ahmad, Aziz; Krishnamurti, R. (1962). 《Akbar: The Religious Aspect.》. 《The Journal of Asian Studies》 21. 577쪽. doi:10.2307/2050934. ISSN 0021-9118. JSTOR 2050934. S2CID 161932929.
- Apte, B.K. (editor) – Chhatrapati Shivaji: Coronation Tercentenary Commemoration Volume, Bombay: University of Bombay (1974–75)
- Bhosle, Prince Pratap Sinh Serfoji Raje (2017). 《Contributions of Thanjavur Maratha Kings》 2판. Notion Press. ISBN 978-1-948230-95-7.
- Bose, MeliaBelli (2017). 《Women, Gender and Art in Asia, c. 1500–1900》. Taylor & Francis. ISBN 978-1-351-53655-4.
- 《Breathing in Bodhi – the General Awareness/ Comprehension book – Life Skills/ Level 2 for the avid readers》. Disha Publications. 2017. ISBN 978-93-84583-48-4.
- Chaturvedi, R. P. (2010). 《Great Personalities》. Upkar Prakashan. ISBN 978-81-7482-061-7.
- Chhabra, G.S. (2005). 《Advance Study in the History of Modern India》. 1: 1707–1803. Lotus Press. ISBN 978-81-89093-06-8.
- Desai, Ranjeet – Shivaji the Great, Janata Raja (1968), Pune: Balwant Printers – English Translation of popular 마라티어 book.
- Edwardes, Stephen Meredyth; Garrett, Herbert Leonard Offley (1995). 《Mughal Rule in India》. Delhi: Atlantic Publishers & Dist. ISBN 978-81-7156-551-1.
- Gash, Norman (1990). 《Wellington: Studies in the Military and Political Career of the First Duke of Wellington》. Manchester University Press. ISBN 978-0-7190-2974-5.
- Ghazi, M.A. (2002). 《Islamic Renaissance In South Asia (1707–1867) : The Role Of Shah Waliallah & His Successors》. New Delhi: Adam. ISBN 978-81-7435-400-6.
- Kincaid, Charles Augustus; Pārasanīsa, Dattātraya Baḷavanta (1925). 《A History of the Maratha People: From the death of Shahu to the end of the Chitpavan epic》 III. S. Chand.
- Manohar, Malgonkar (1959). 《The Sea Hawk: Life and Battles of Kanoji Angrey》. 63쪽. OCLC 59302060.
- McDonald, Ellen E. (1968), 《The Modernizing of Communication: Vernacular Publishing in Nineteenth Century Maharashtra》, Berkeley: University of California Press, OCLC 483944794
- McEldowney, Philip F (1966), 《Pindari Society and the Establishment of British Paramountcy in India》, Madison: University of Wisconsin, OCLC 53790277, 2012년 5월 15일에 원본 문서에서 보존된 문서, 2025년 6월 13일에 확인함
- Mehta, Jaswant Lal (2009) [1984], 《Advanced Study in the History of Medieval India》, Sterling Publishers Pvt. Ltd, ISBN 978-81-207-1015-3
- Rath, Saraju (2012). 《Aspects of Manuscript Culture in South India》. Brill. ISBN 978-90-04-21900-7.
- Roy, Tirthankar (2013). 《Rethinking the Origins of British India: State Formation and Military-fiscal Undertakings in an Eighteenth Century World Region》. 《Modern Asian Studies》 47. 1125–1156쪽. doi:10.1017/S0026749X11000825. ISSN 0026-749X. S2CID 46532338.
- Schmidt, Karl J. (2015). 《An Atlas and Survey of South Asian History》. Routledge. ISBN 978-1-317-47681-8.
- Sen, Sailendra Nath (1994). 《Anglo-Maratha Relations, 1785–96》 2. Bombay: Popular Prakashan. ISBN 978-81-7154-789-0.
- Serfoji, Tanjore Maharaja (1979). 《Journal of the Tanjore Maharaja Serfoji's Sarasvati Mahal Library》.
- Thompson, Carl (2020). 《Women's Travel Writings in India 1777–1854》. I: Jemima Kindersley, Letters from the Island of Teneriffe, Brazil, the Cape of Good Hope and the East Indies (1777); and Maria Graham, Journal of a Residence in India (1812). Taylor & Francis. ISBN 978-1-315-47311-6.
- Truschke, Audrey (2017), 《Aurangzeb: The Life and Legacy of India's Most Controversial King》, Stanford University Press, ISBN 978-1-5036-0259-5
- Wink, Andre. Land and Sovereignty in India: Agrarian Society and Politics under the Eighteenth Century Maratha Swarajya, (Cambridge UP, 1986).